# Коклюшечное кружево

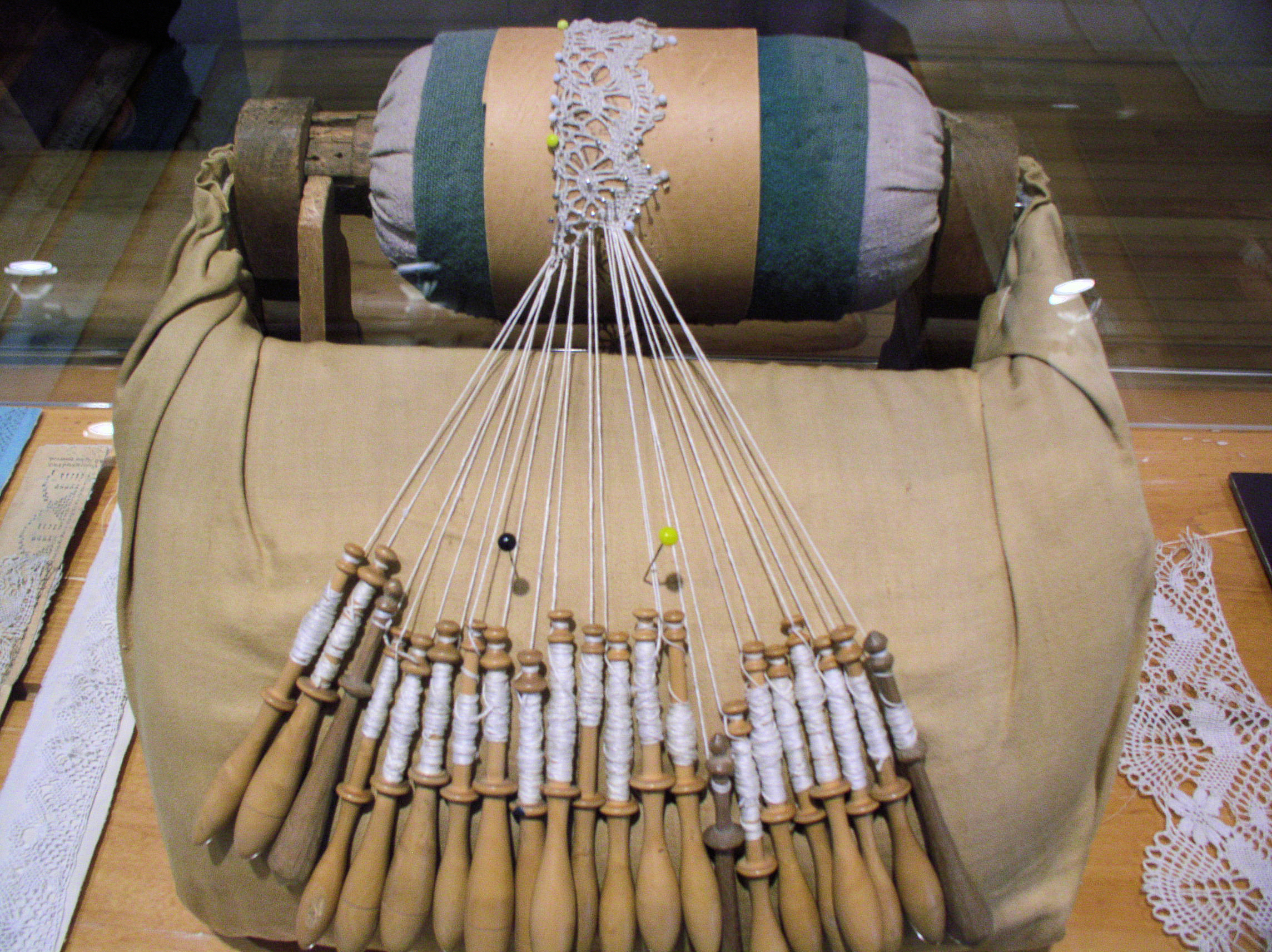
Кружево на коклюшках в Музее урсулин в Квебеке.

Коклю́шечное кру́жево — тип кружева, изготовленный путем плетения и скручивания отрезков нити, которые наматываются на коклю́шки.
По ходу работы плетение удерживается на месте булавками, вставленными в специальную подушку. Расположение булавок обычно определяется рисунком или проколом, приколотым к подушке.
В отличие от других видов кружев, эти кружева плетутся не одной, а сразу несколькими нитями.
Кружево на коклюшках также известно как «кружево на подушках», потому что его изготовление происходило на подушке, и «кружево на костях», потому что ранние коклюшки были сделаны из кости или слоновой кости.
Коклюшечное кружево — один из двух основных видов кружев ручной работы; второй вид — игольчатое кружево, развившееся из более раннего ришелье и ретичеллы.
Несколько веков в России известны такие виды художественного кружевоплетения на коклюшках, как вологодские, рязанские (михайловские), кировские (вятские), елецкие, киришские (захожские), белёвские, балахненские, центрами возникновения и последующего бытования и развития которых являются Вологодская, Рязанская, Кировская, Липецкая, Ленинградская, Тульская и Нижегородская области.

## История

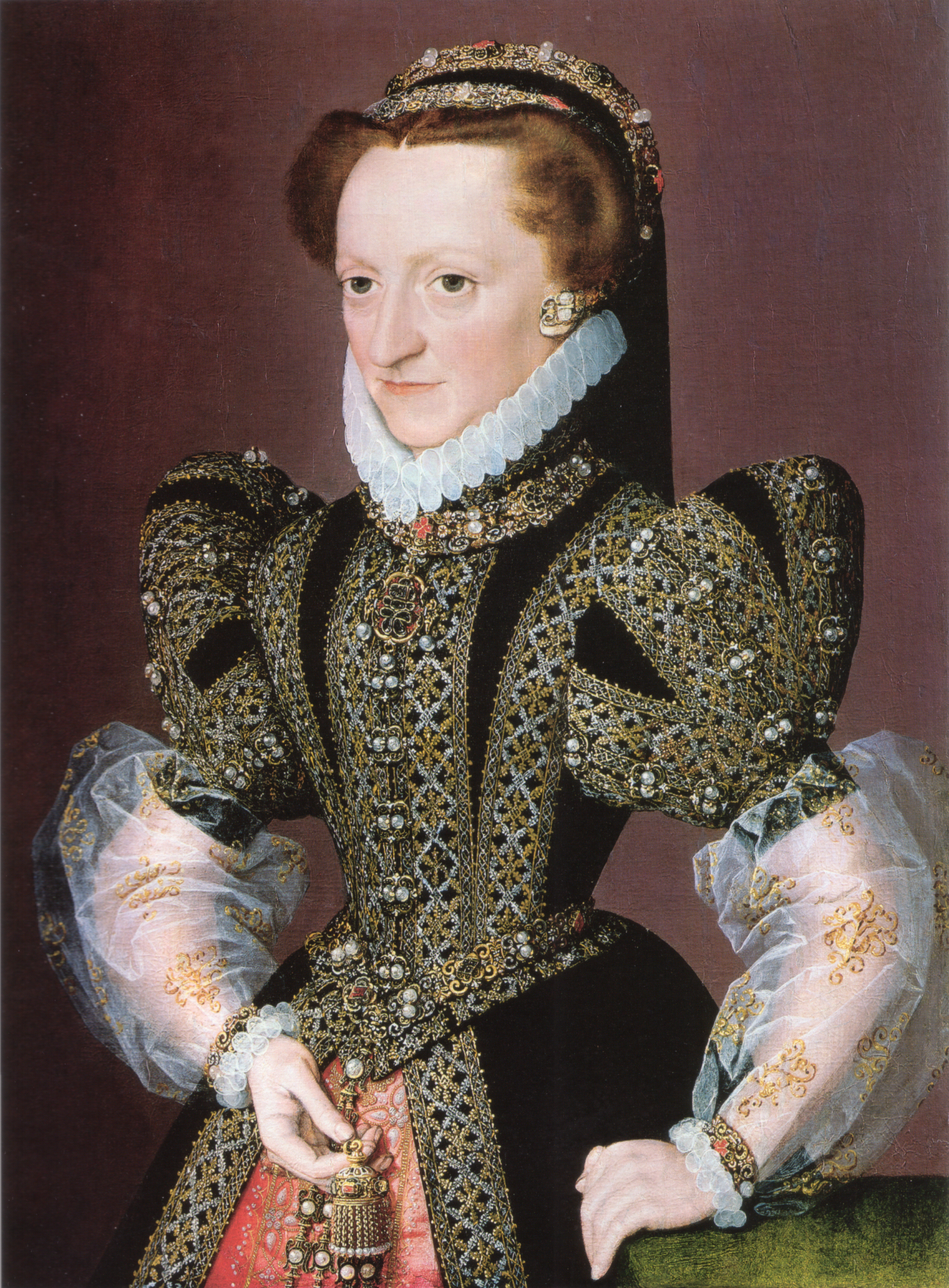
Раннее кружево на коклюшках из золотой и серебряной нити, ок. 1570.

В завещании миланской династии Сфорца от 1493 года упоминается кружево, созданное из двенадцати коклюшек. Есть две книги, которые содержат более ранние известные описания узоров для кружева на коклюшках: Le Pompe из Венеции и Nüw Modelbuch из Цюриха .
Кружево на коклюшках возникло в результате плетения позументов в Италии XVI века.
Генуя славилась своими высокачественными позументами, поэтому неудивительно, что в городе развивалось коклюшечное кружево.
Кружево путешествовало вместе с испанскими войсками по Европе. Грубые металлические кружева золотых и серебряных нитей или цветных шелков постепенно становились тоньше, а позже из беленой льняной пряжи делали и тесьму, и окантовку.
Изготовлению кружева было легче научиться, чем сложной вышивке ришельем XVI века, а инструменты и материалы для изготовления льняного коклюшечного кружева были недорогими. Существовал готовый рынок для коклюшечного кружева всех качеств, и женщины по всей Европе вскоре занялись ремеслом, которое приносило больший доход, чем прядение, шитье, ткачество или другие виды домашнего текстильного искусства .
Коклюшечное кружевоплетение было налажено в благотворительных школах, богадельнях, монастырях .
В XVII веке текстильные центры Фландрии и Нормандии затмили Италию в качестве тонкого кружева, но до появления механизации ручное кружевоплетение продолжало практиковаться по всей Европе.
Некоторые опытные кружевницы работают над воссозданием старых кружевных узоров на основе старинных портретов и сохранившихся образцов кружева.
Как источник берутся картины с достаточной детализацией, и мастера разбираются в ранних структурных методах и деталях, могут реконструировать целые части.

## Материалы
Коклюшечное кружево может быть выполнено из грубых или тонких нитей. Традиционно его изготавливали из льняных, шелковых, шерстяных, позднее хлопчатобумажных нитей или драгоценных металлов. Сегодня его изготавливают из различных натуральных и синтетических волокон, а также из проволоки и других нитей. Даже коклюшечное кружево из человеческих волос, point tresse , когда-то был популярен как личный момент.

## Структура
Элементы коклюшечного кружева могут включать туаль, резо (сетчатая основа непрерывного кружева), наполнители частичных кружев, ленты, канители, пико, бирки, ребра и валики. Не все стили кружева включают в себя все эти элементы.

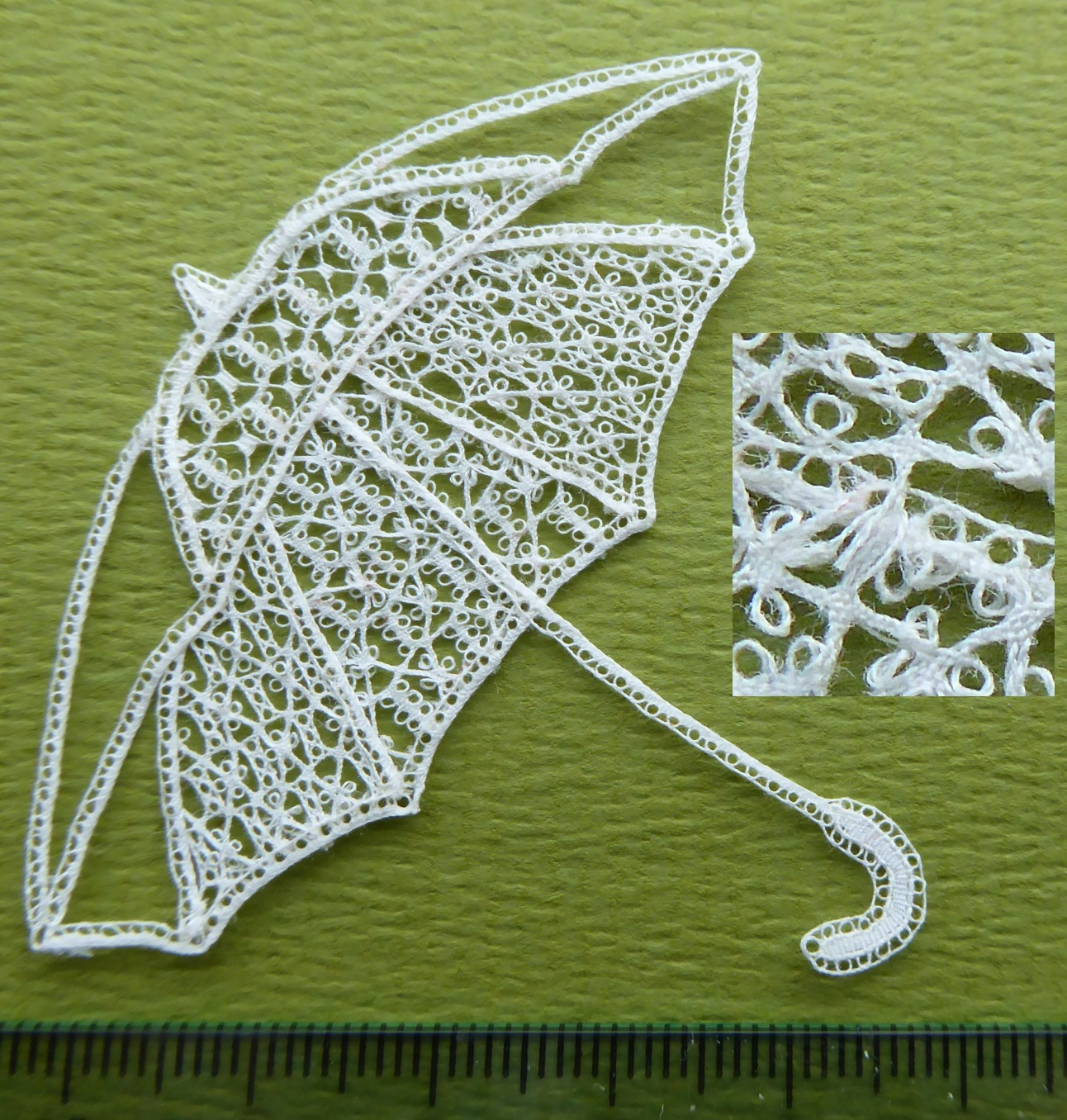
Крупный план спинки показывает, что наполнители пришиты к ребрам и завязаны.
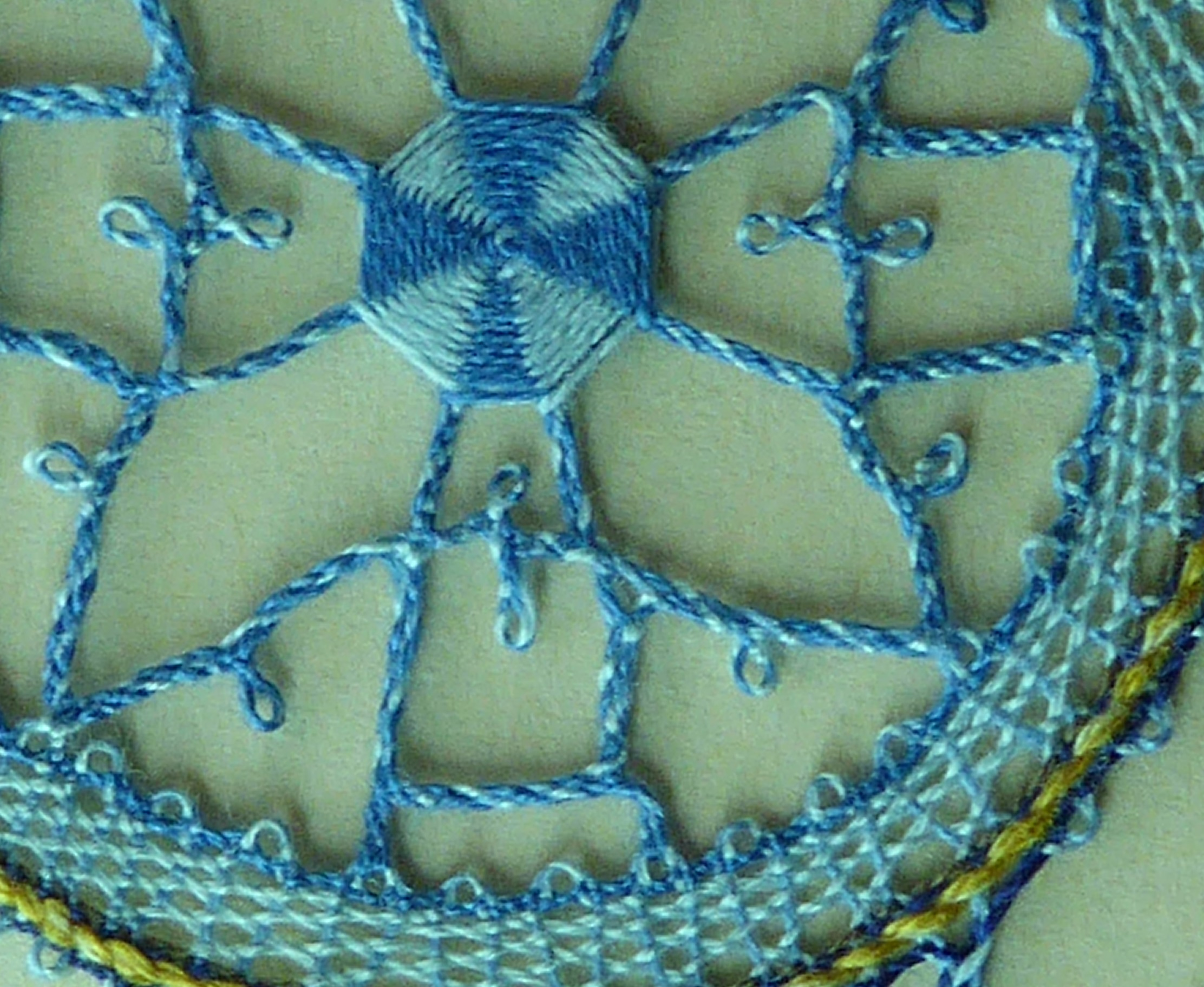
Одиночная коса  в заполнение с шитьем, но без завязывания
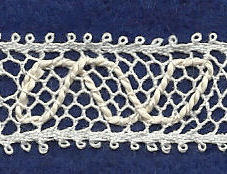
сетка (или грунт) с одиночной канителью
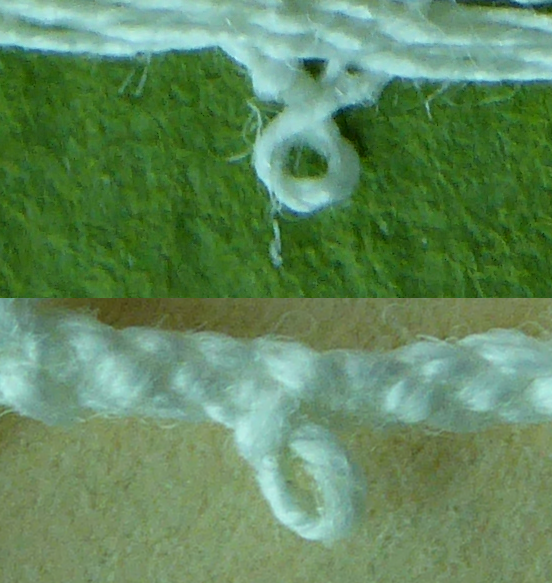
Пико . Верх: двухзаходный, нижний однозаходный.
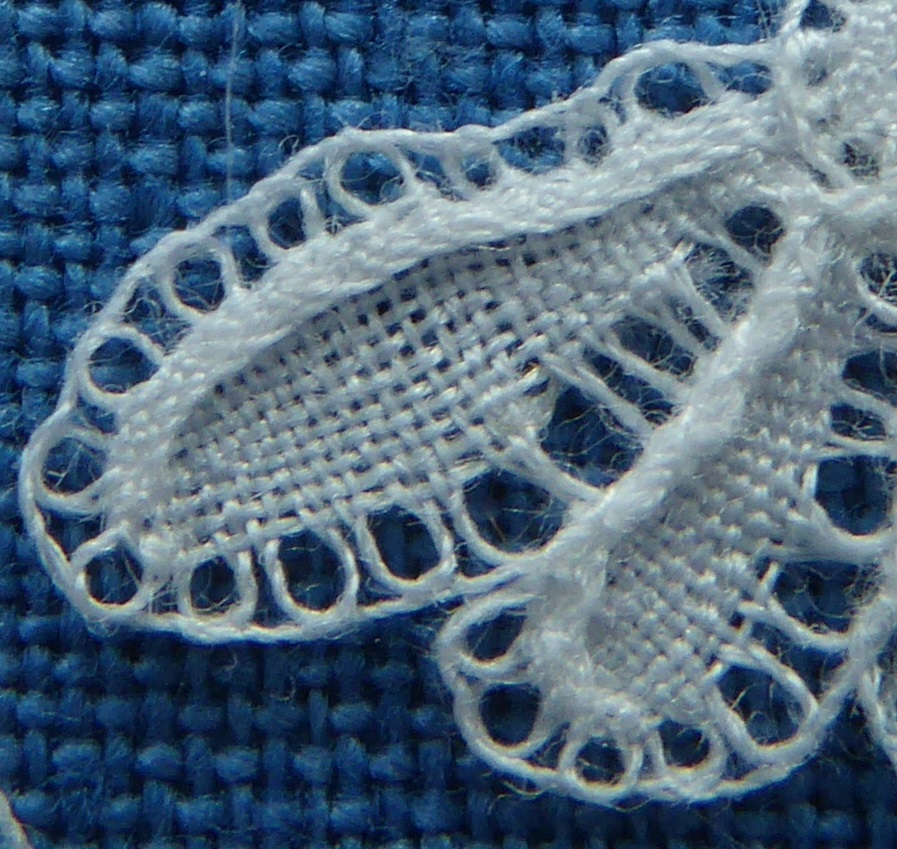
Приподнятая работа, ребро сверху левой секции, валик сверху правой секции
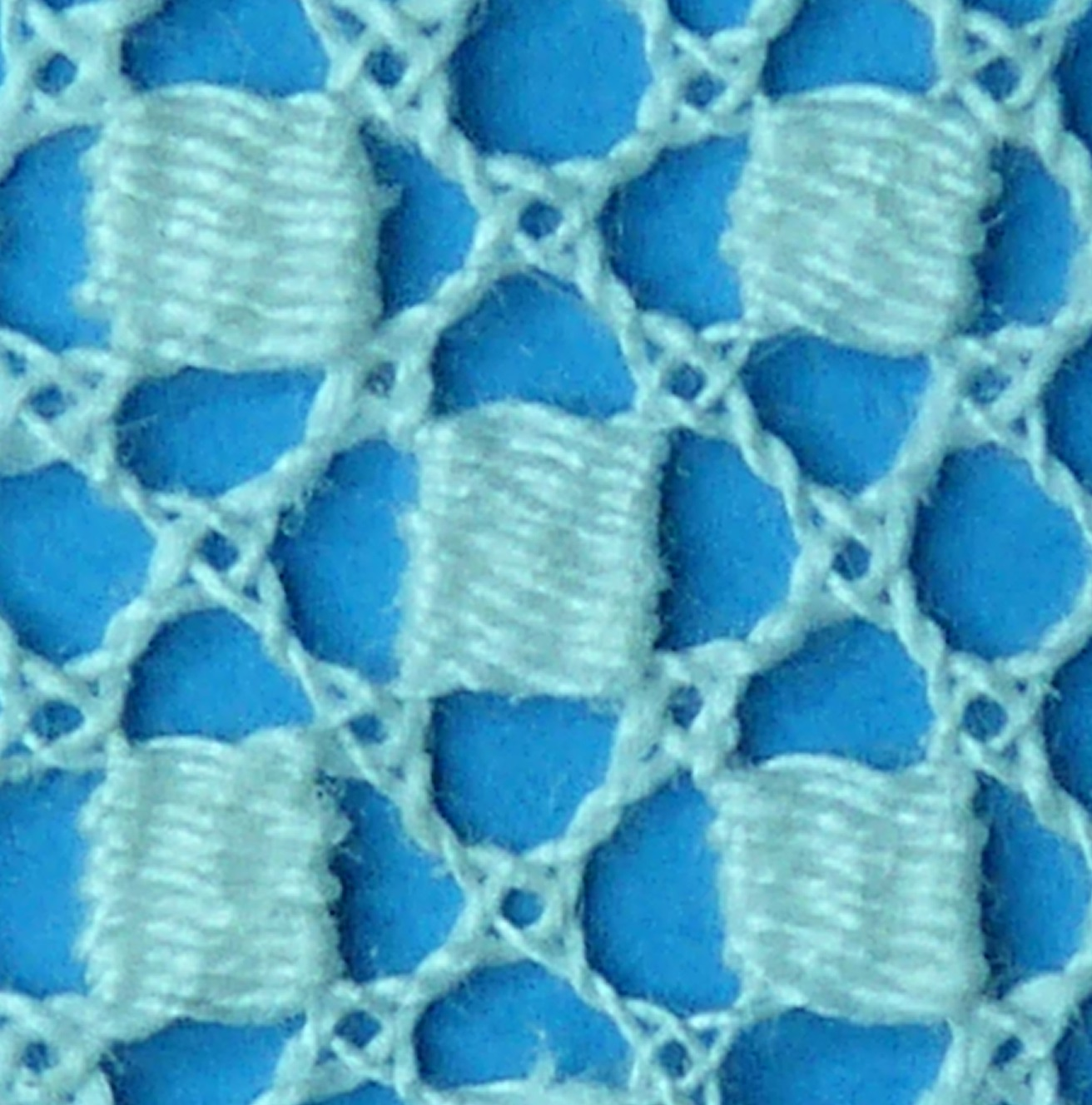
Прямоугольные подсчеты
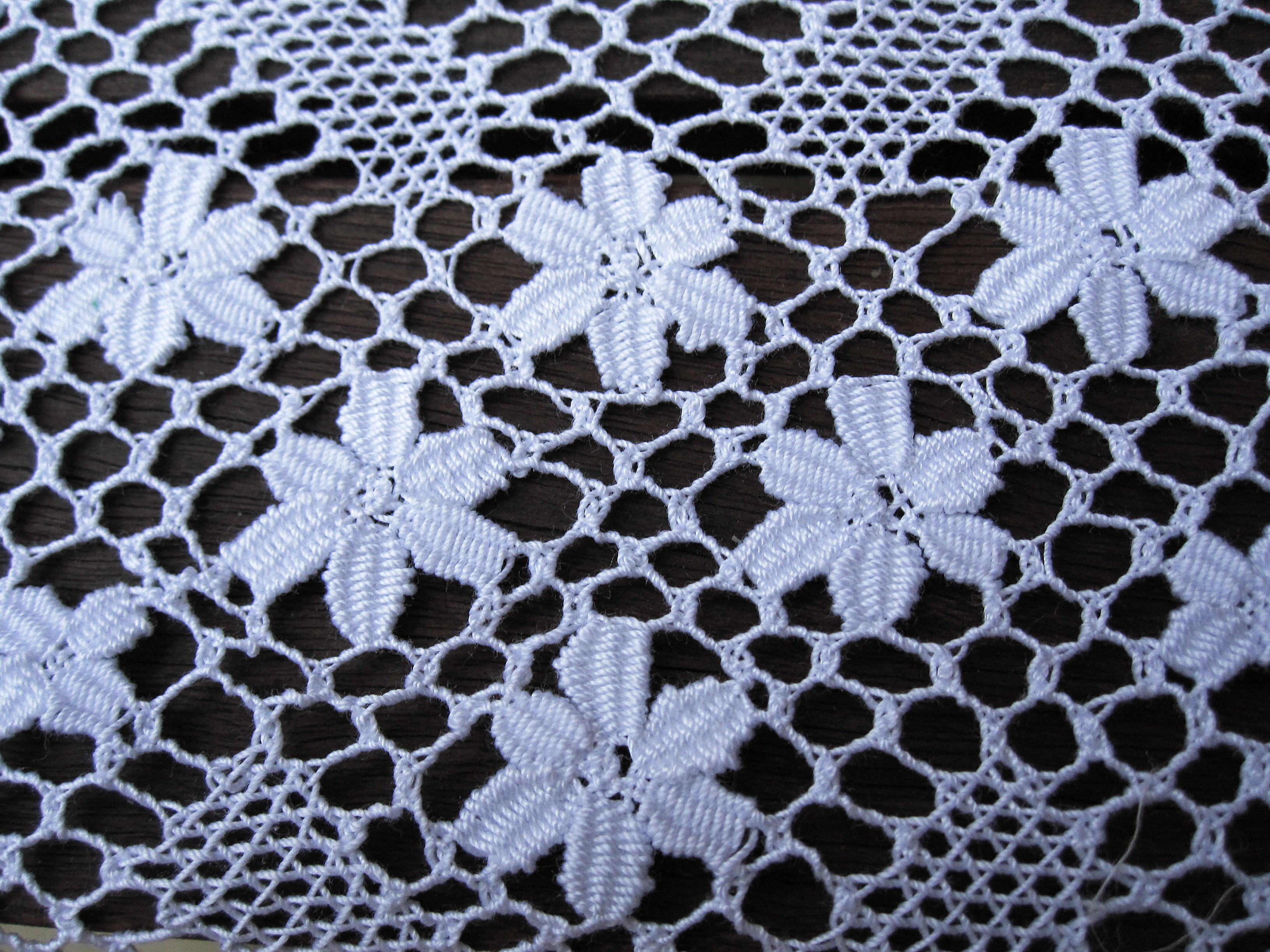
Еще одна распространенная форма счетов в виде лепестков цветов.
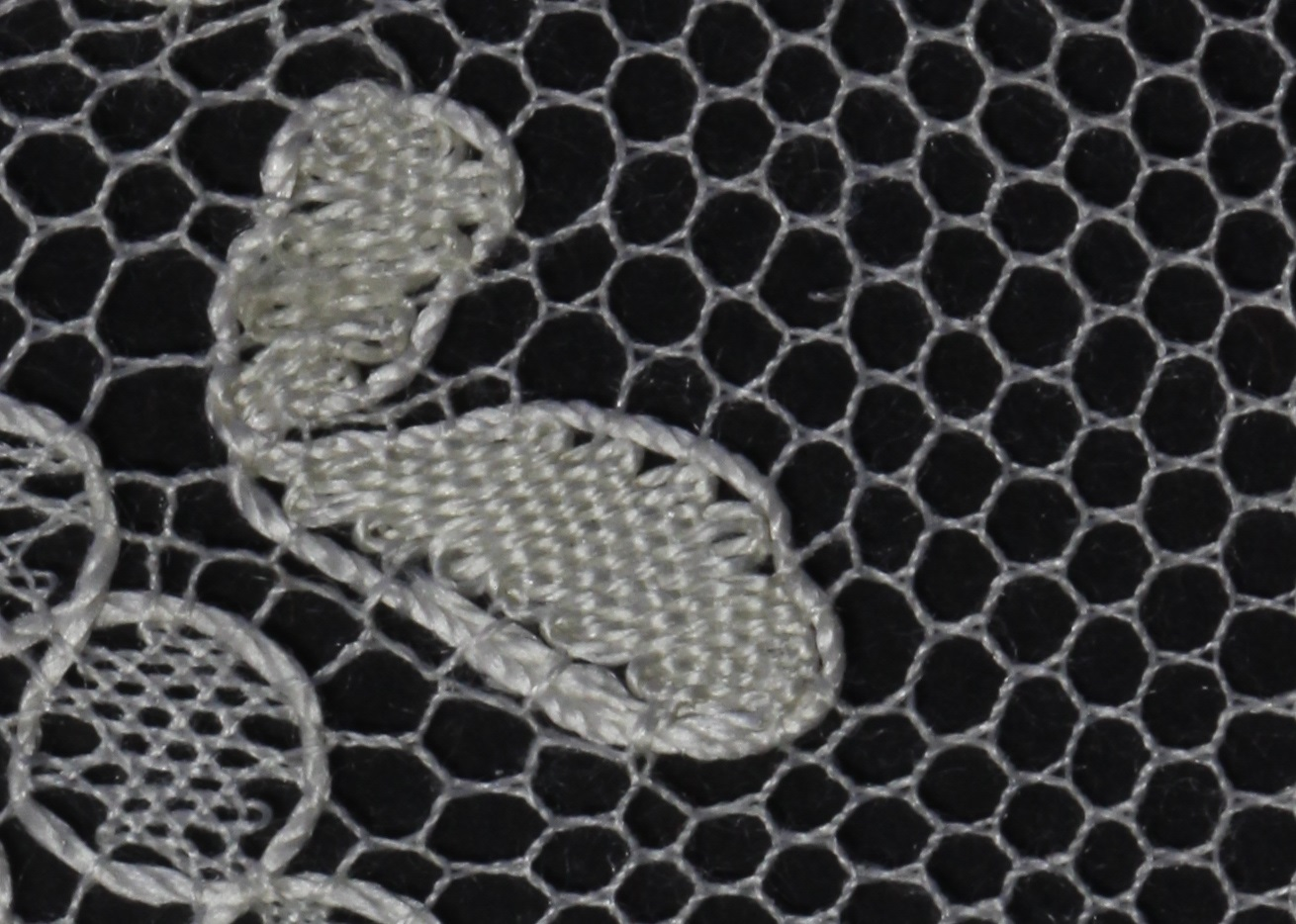
Сетчатый мотив ; туаль с канителью, угол половинки стежок, лепестки ткани стежок
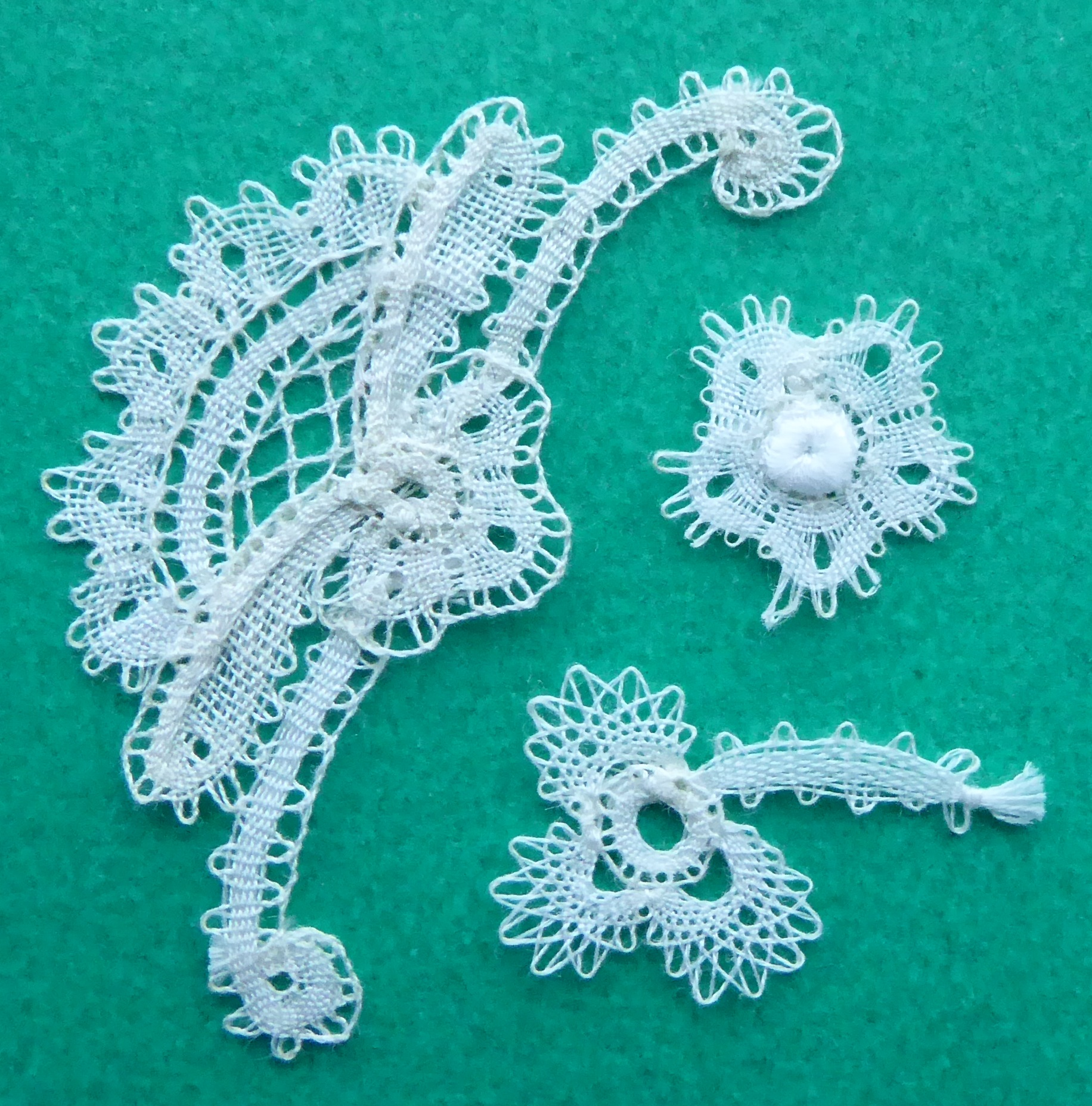
часть кружевных мотивов перед сборкой
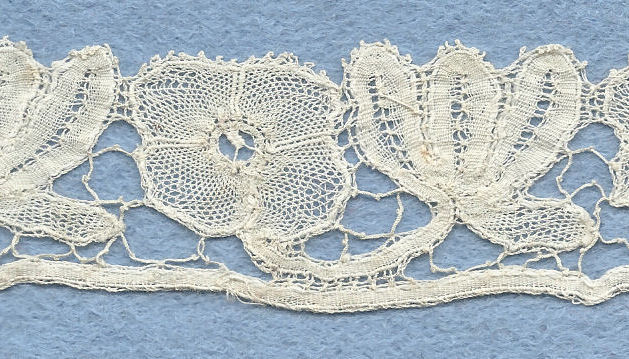
готовая часть кружева
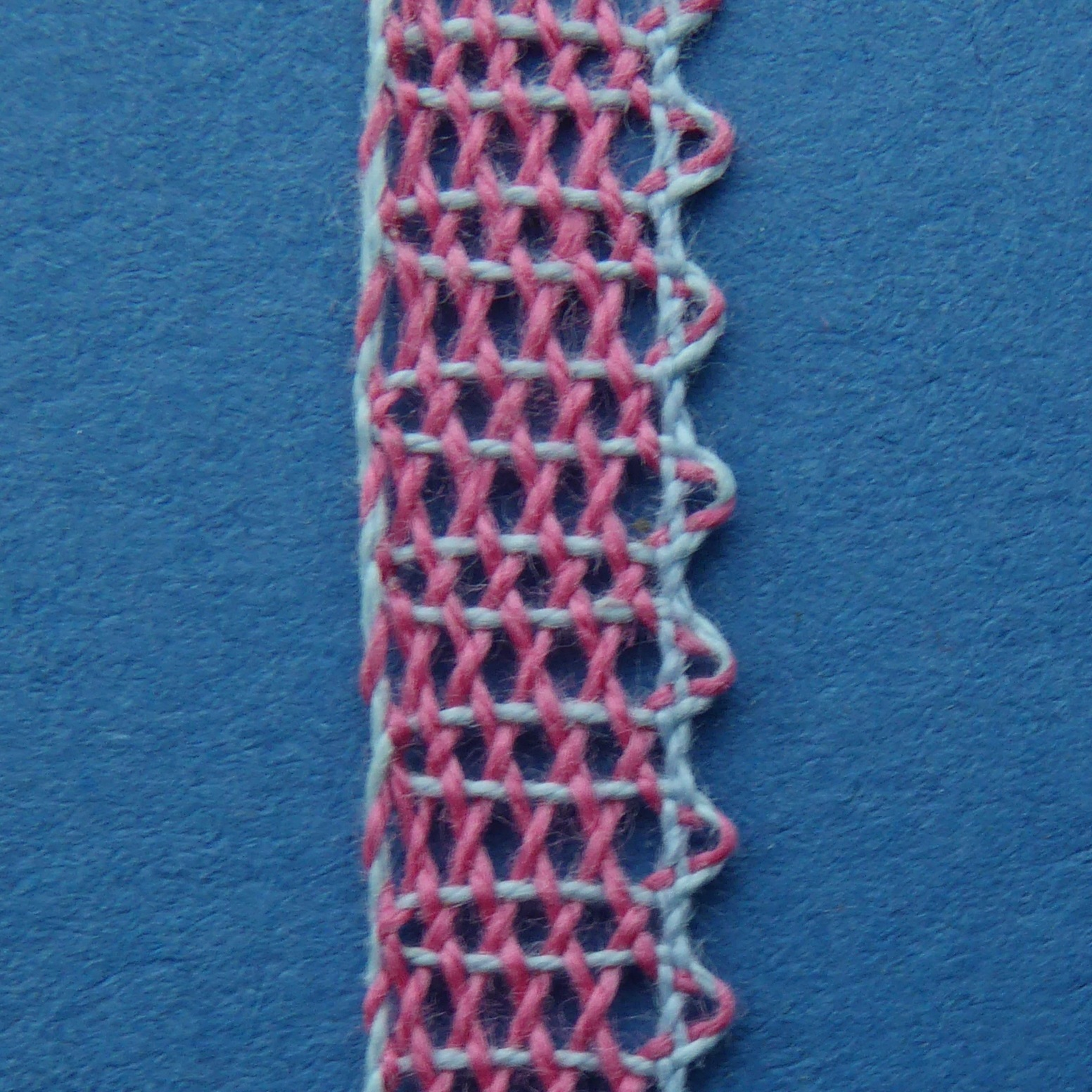
Лента (или тесьма) изножной стороной слева и изголовьем справа.

## Традиционные типы

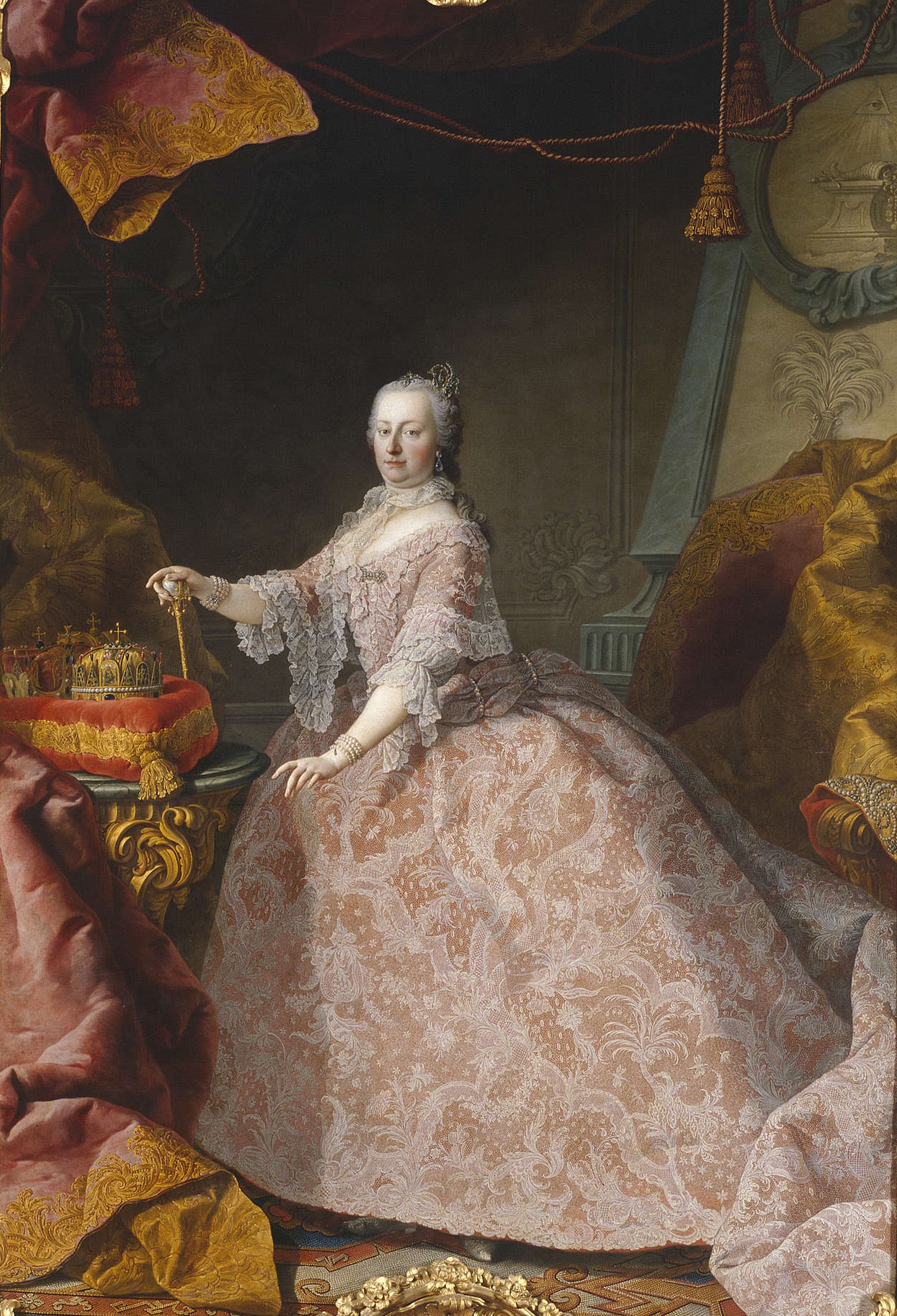
Государственный портрет Марии Терезии, на котором она изображена как «первая леди Европы» в драгоценном платье из брабантского коклюшечного кружева. (Мартин ван Мейтенс, ок. 1752 г.)

Многие стили кружева производились в период расцвета кружевоплетения (примерно XVI—XVIII вв.)
По способам плетения кружевоплетение на коклюшках подразделялось на счетное или численное, сколочное парное и сколочное сцепное
Классификация традиционных стилей по технике
Непрерывное коклюшечное кружево, также известное как: прямое кружево или fil continu.
- Сетчатое заземленное кружево
  - В гипюровом кружеве есть мотивы, связанные с жгутами
    - Бедфордширское кружево — имеет плавные линии и пико.
    - Кружево Клюни — имеет расходящиеся длинные тонкие листья, называемые каменками.
    - Мальтийское кружево — часто имеет восьмиконечный мальтийский крест как часть узора.
    - Кружево яка — из шерсти
    - Кружево канту, также называемое венецианским кружевом пуант.
    - Генуэзское кружево — обычно геометрический узор.

  - Секционное кружево
    - Кружево Хонитон — очень тонкое английское кружево с множеством цветов.
    - Rosaline Perlée — смешанное кружево, но в основном кружево на коклюшках.
    - Кружево Брюгге — собрано из завитков листьев и раскрытых цветов.
    - Брюссельское кружево — Point d’Angleterre, аппликация Point plat, Point Duchesse

  - Ленточное кружево на коклюшках иногда классифицируется как частичное кружево (не путать с ленточным кружевом, в котором используются сборные ленты).
    - русское кружево (вологодское, вятское и т. д.)
    - Идрийское кружево
    - Кружево Schneeberg — примерно с 1910 г.
    - миланское кружево
    - кружево хинохоса
    - Крестьянское кружево

## Современные кружева

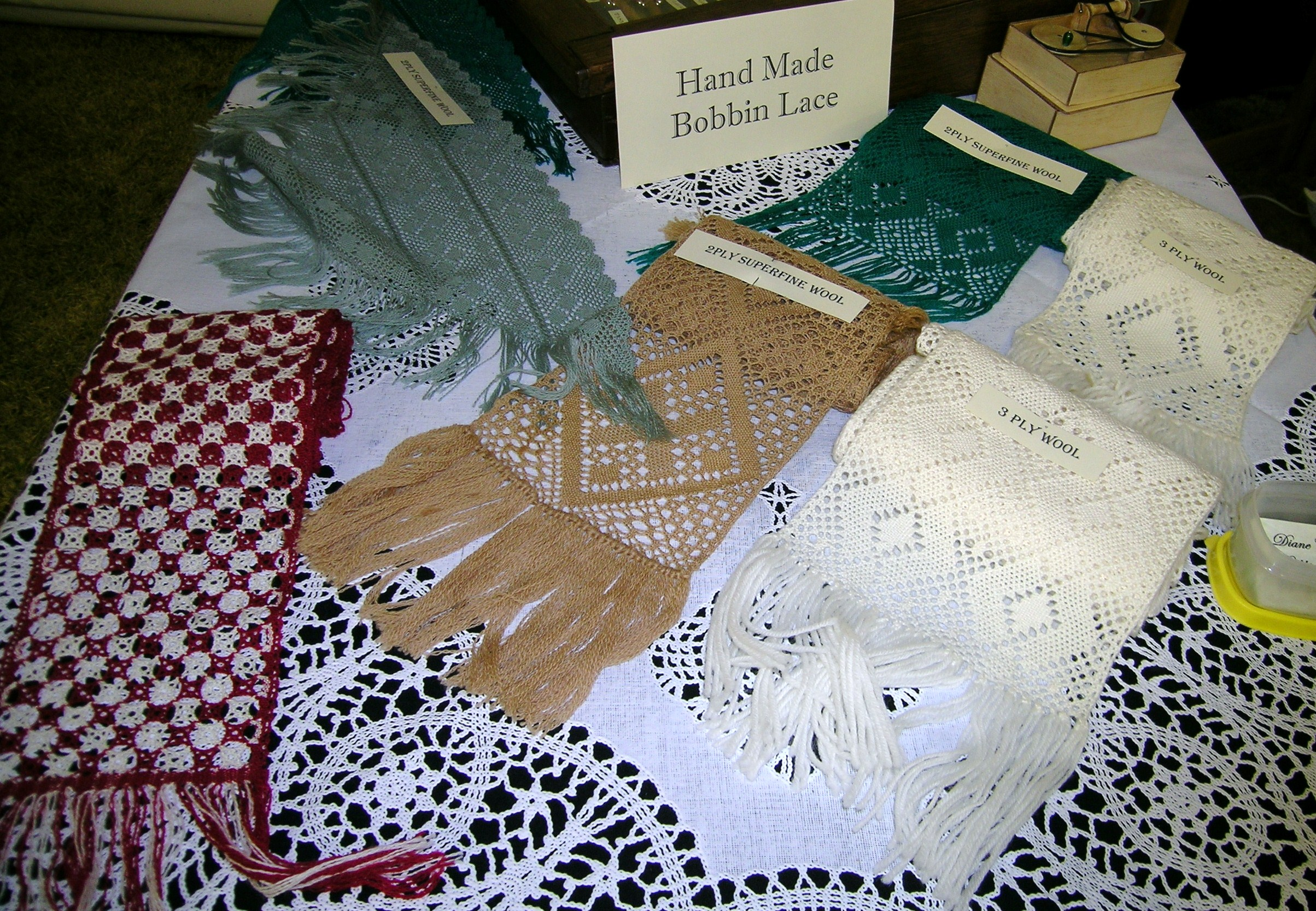
Современные изделия ручной работы из шерстяного кружева на коклюшках, Wool Expo, Armidale NSW. Бледно-зеленое кружево изготовлено из двухслойной шерсти.

Появление машинного кружева сначала подтолкнуло кружевниц к более сложным конструкциям, выходящим за рамки возможностей первых машин, затем к более простым конструкциям, чтобы они могли конкурировать по цене, и, наконец, почти полностью вытеснило их из бизнеса.
Возрождение кружевоплетения — недавнее явление, и в основном, это хобби. Группы кружевоплетения до сих пор встречаются в таких разных регионах, как Девоншир в Англии и округ Ориндж в Калифорнии .
В европейских городах, где кружево когда-то было основной отраслью промышленности, особенно в Бельгии, Англии, Испании (Камариньяс и Альмагро), северной и центральной Португалии, Франции и Словении, кружевницы продолжают свое ремесло и продают свои изделия, хотя их клиентская база переместилась из богатой знати любопытному туристу.
Все ещё разрабатываются новые типы кружева, такие как 3D Rosalibre и цветная версия миланского кружева, путем заимствования рулонов у кружева Duchesse для хранения различных оттенков и цветов. Другие художники искажают и варьируют стежки, расстояния между булавками, размеры или цвета ниток. Вариации исследуются экспериментально, математикой и алгоритмами.
Кружево, сохраняющее свою форму без жесткости, уже не так популярно и широко используется
Специализированные журналы, гильдии и фонды показывают, что старые техники с современным дизайном могут побудить молодых людей создавать работы, которые определённо можно классифицировать как искусство.
В 2006 году выпускник голландского факультета дизайна обнаружил, что кружево на коклюшках — это техника изготовления причудливого забора. Первые заборы стали музейными экспонатами. Сейчас заборы изготавливаются в Бангалоре специалистами по плетению арматуры .

## Инструменты

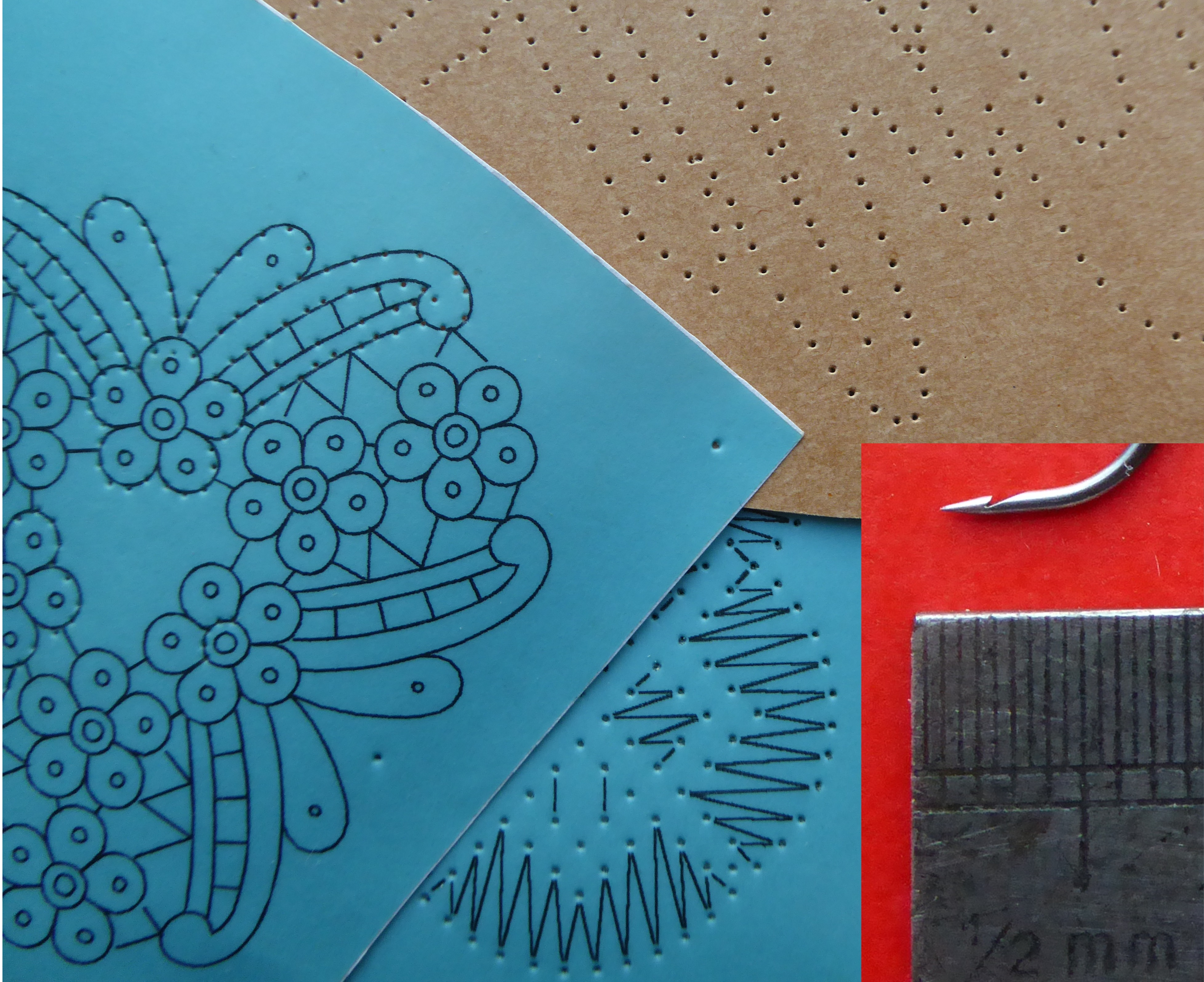
проколы для различных видов кружева и очень тонкий крючок

Основными инструментами для изготовления коклюшечного кружева являются подушка, коклюшки, шпульки, булавки и проколы. Для частичных кружев также нужен крючок, для очень тонких кружев нужны очень тонкие крючки. Существуют разные типы подушек и коклюшек,
Типология инструментов связанна с областями производства кружева, исторической эпохой и типами кружев.

### Коклюшки
Шпульки, которые традиционно изготавливаются из дерева или кости, используются для удержания нити. Они бывают разных форм, часто связанных с определёнными типами кружев. Частями шпульки являются шейка, на которую наматывается нить, головка, на которую наматывается нить, чтобы она не разматывалась, и хвостовик, который используется в качестве ручки. Шпульки из Англии также могут иметь бисерные блестки на конце стержня, что утяжеляет шпульку и помогает натягивать нить. Коклюшки обычно имеют длину 3 1/2-4 дюйма, хотя они могут быть короче или длиннее.
Коклюшки наматываются и используются парами.
Есть много типов коклюшек, в том числе:
- Бельгийские коклюшки: у них одна головка и выпуклое закругление на конце стержня, которое помогает натягивать нити.[24]
- Коклюшки Binche: выпуклое закругление требует, чтобы конец хвостовика был маленьким, что делает эти коклюшки подходящими для тонких прямых шнурков.
- Коклюшки Ист-Мидлендс: эти двуглавые бобины тонкие и украшены блестками. Их также называют бобинами Bucks или Midlands.[24]
- Коклюшки Honiton: Шпульки Honiton расположены прямо под одинарной головкой, а конец хвостовика заходит в тупой конец, что облегчает шитье. Их можно назвать кружевной палочкой.[24]
- Квадратные коклюшки: Квадратные шпульки имеют стержень со сплющенными сторонами, что облегчает их скатывание по подушке.
- Португальские коклюшки: шпулька представляет собой удлиненный грушевидный деревянный объект, в который намотана нить.

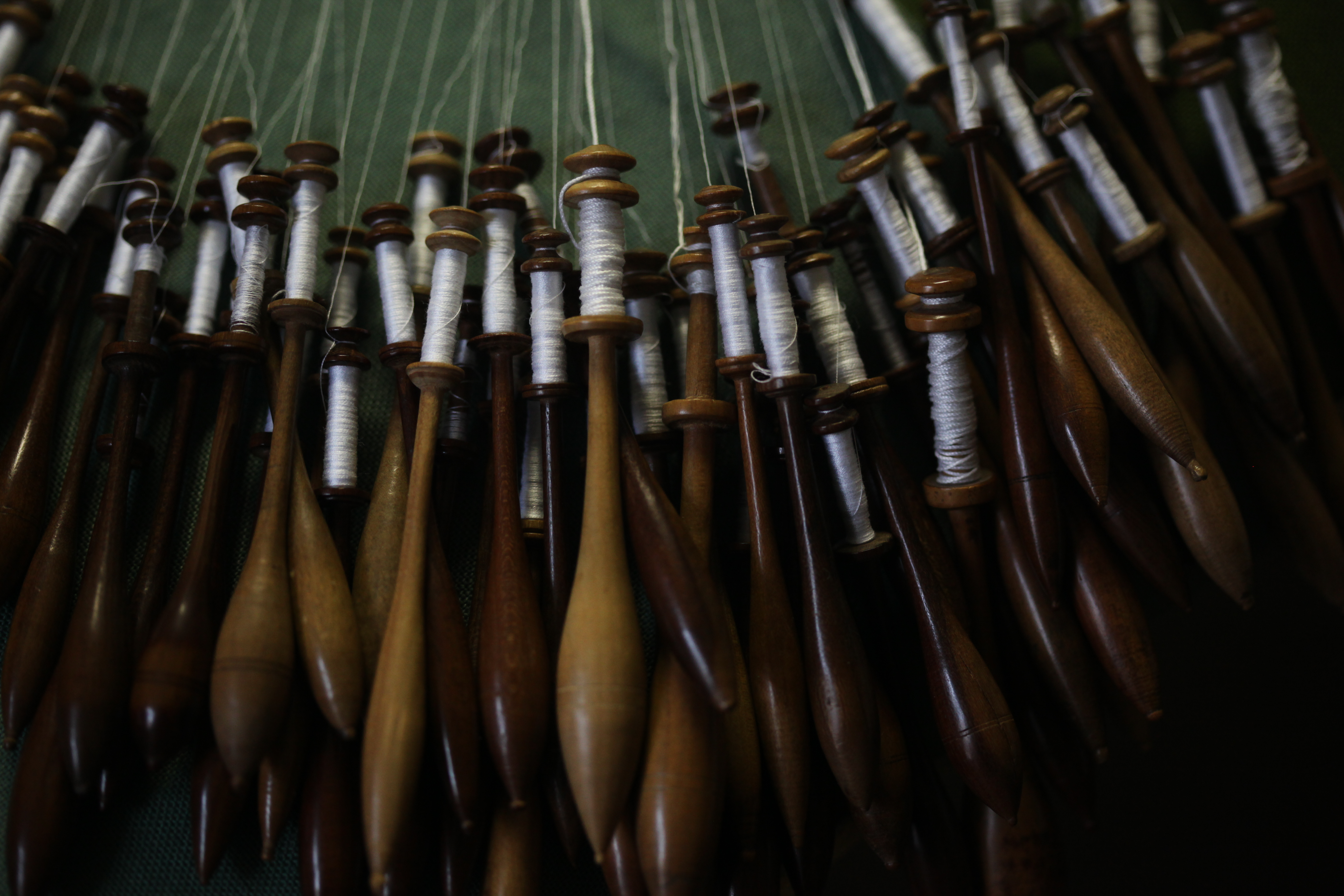
Кошачьи хвосты, точки удобные для пришивания
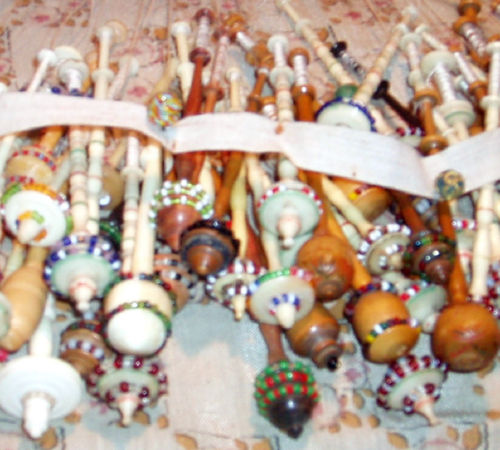
датские бобины
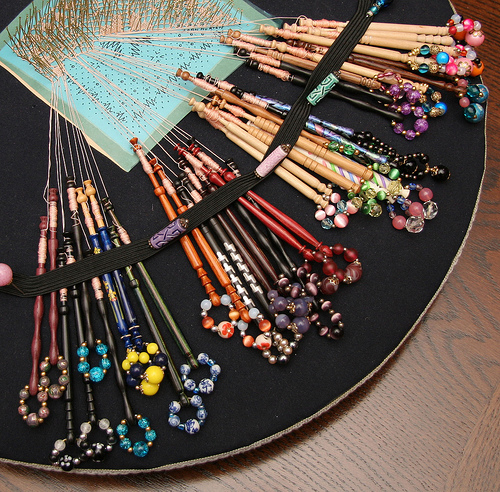
Шпульки с блестками
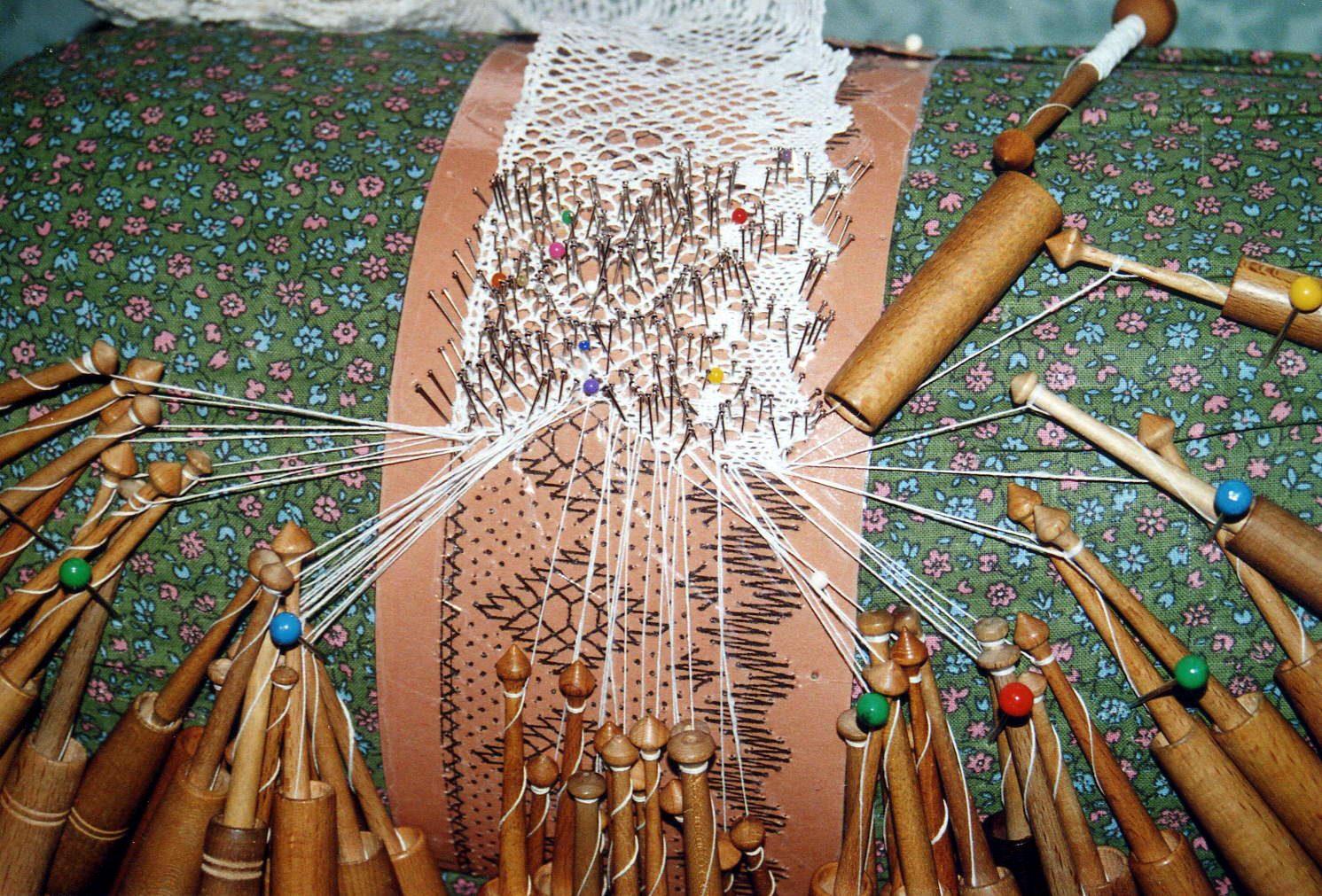
Шпульки с капюшоном
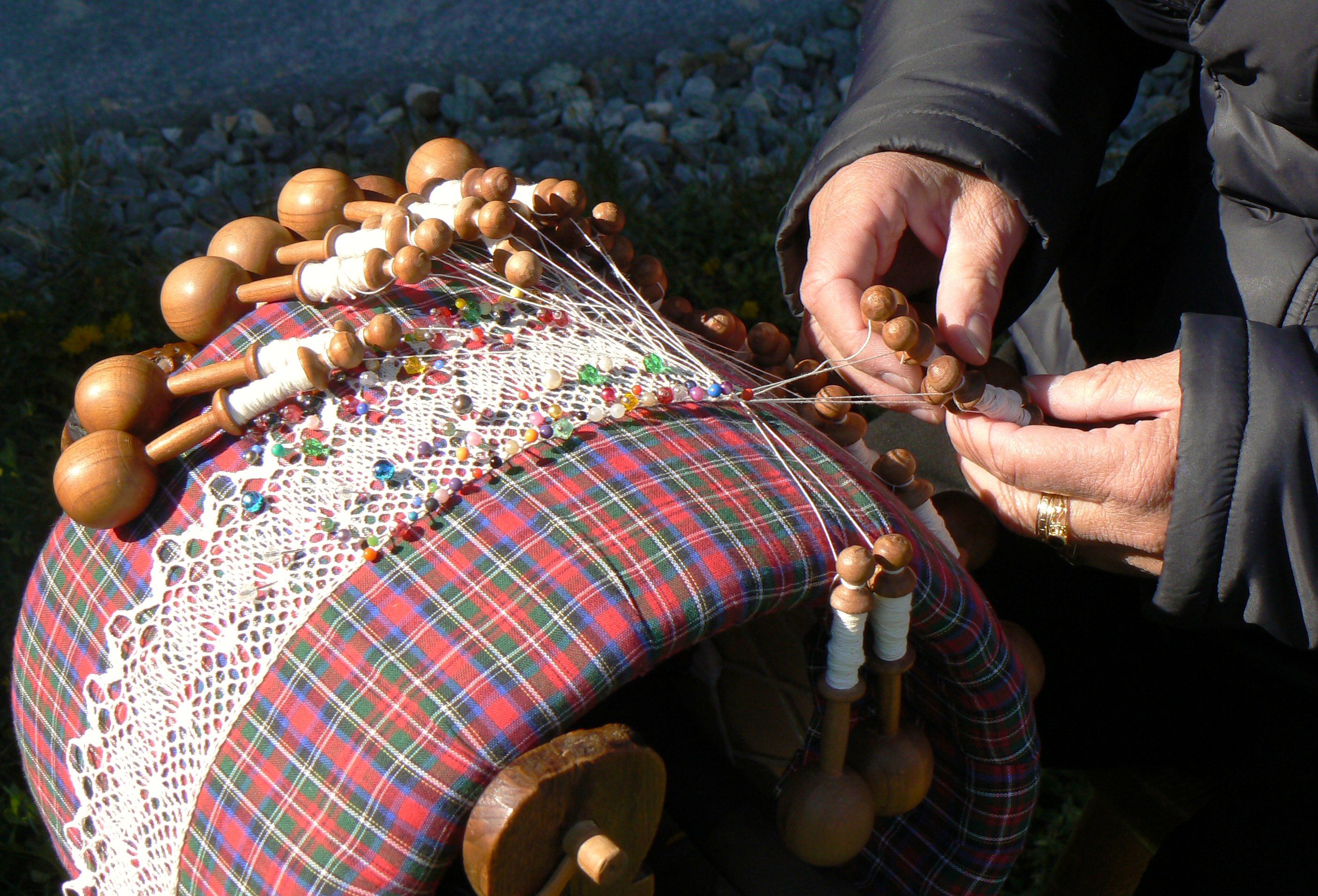
Большие луковицы, чтобы бросать время от времени, Cogne
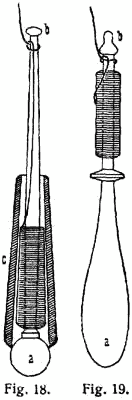
схемы намотки с одинарной сцепкой

### Виды подушек
Подушки должны быть твердыми, иначе штифты будут шататься. Подушки традиционно набивались соломой, но в настоящее время в основном используется полистирол (пенопласт).
Ранний тип подушки можно увидеть в работе «Кружевнице» голландского художника Каспара Нетшера. Подушка имеет деревянную раму и имеет небольшой наклон. Кружевница кладет его себе на колени.
Больстер или цилиндрическая подушка была намного дешевле в изготовлении, так как это просто тканевый мешок, набитый соломой. Он использовался в кружевах Бедфордшира . Ему нужна подставка, так как у него нет плоского дна. Обычно на болстере рисунок закреплялся вокруг цилиндра. Однако мальтийские кружевницы использовали подушку по-другому. У них была длинная тонкая подушка, которой они во что-то упирались. Затем они провязали шнурок по всей длине подушки.
Другое решение проблемы, что кружево должно быть длиннее подушки) — роликовая подушка, у которой есть небольшой ролик для работы с кружевом, установленный на большей площади, где укладываются шпульки. Это означает, что выкройку можно закрепить вокруг валика, но подушка имеет плоское дно.

Самая дешёвая современная подушка — куполообразная и изготовлена из полистирола (пенополистирола). Её часто называют подушкой для печенья из-за её формы. Ещё одна современная подушка — это блочная подушка с рамой, на которую крепятся обтянутые пенополистирольные блоки. Блоки можно перемещать по мере продвижения кружева, чтобы кружево оставалось в центре подушки.

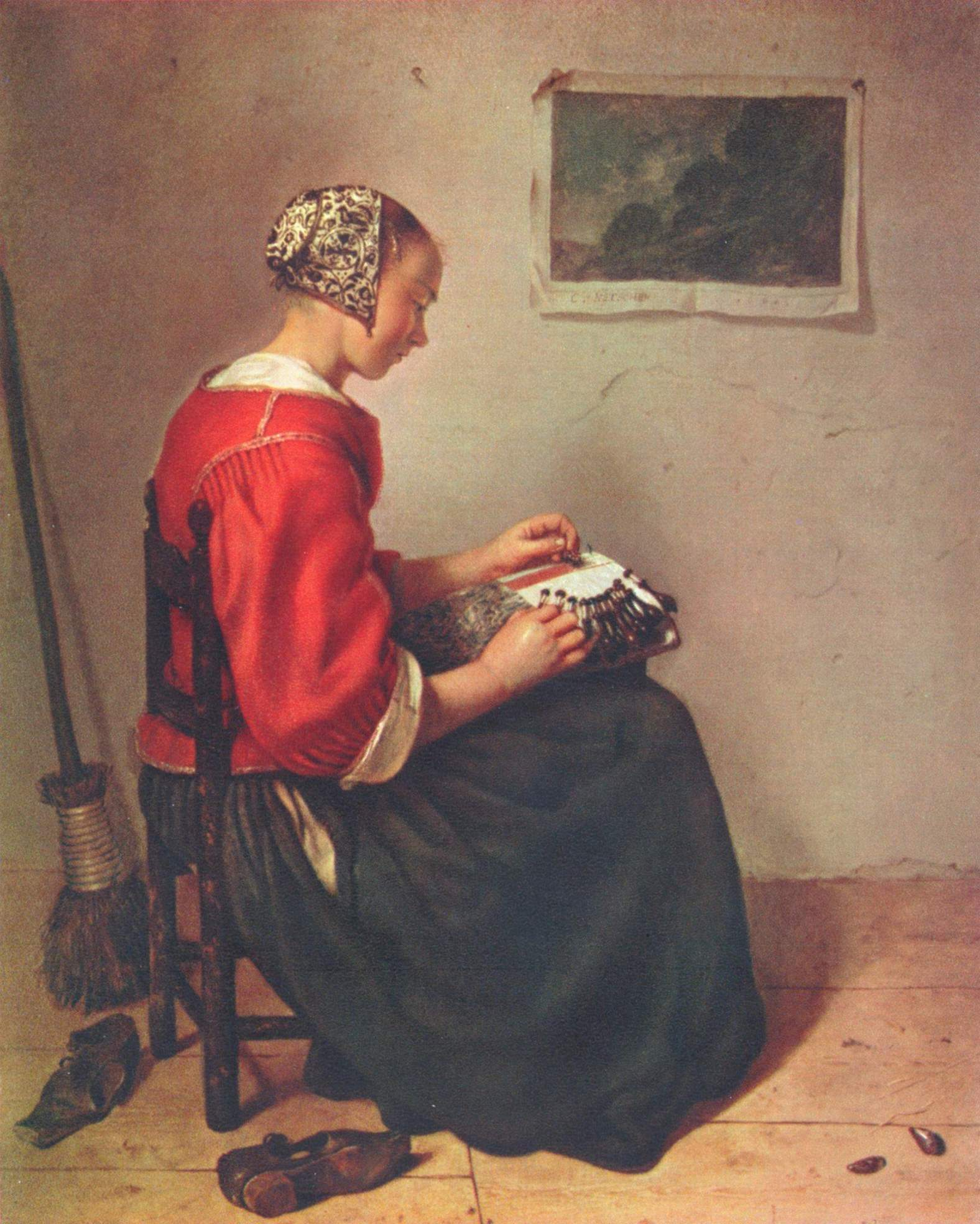
Каспар Нетшер «Кружевница». Ранняя подушка с деревянной рамой
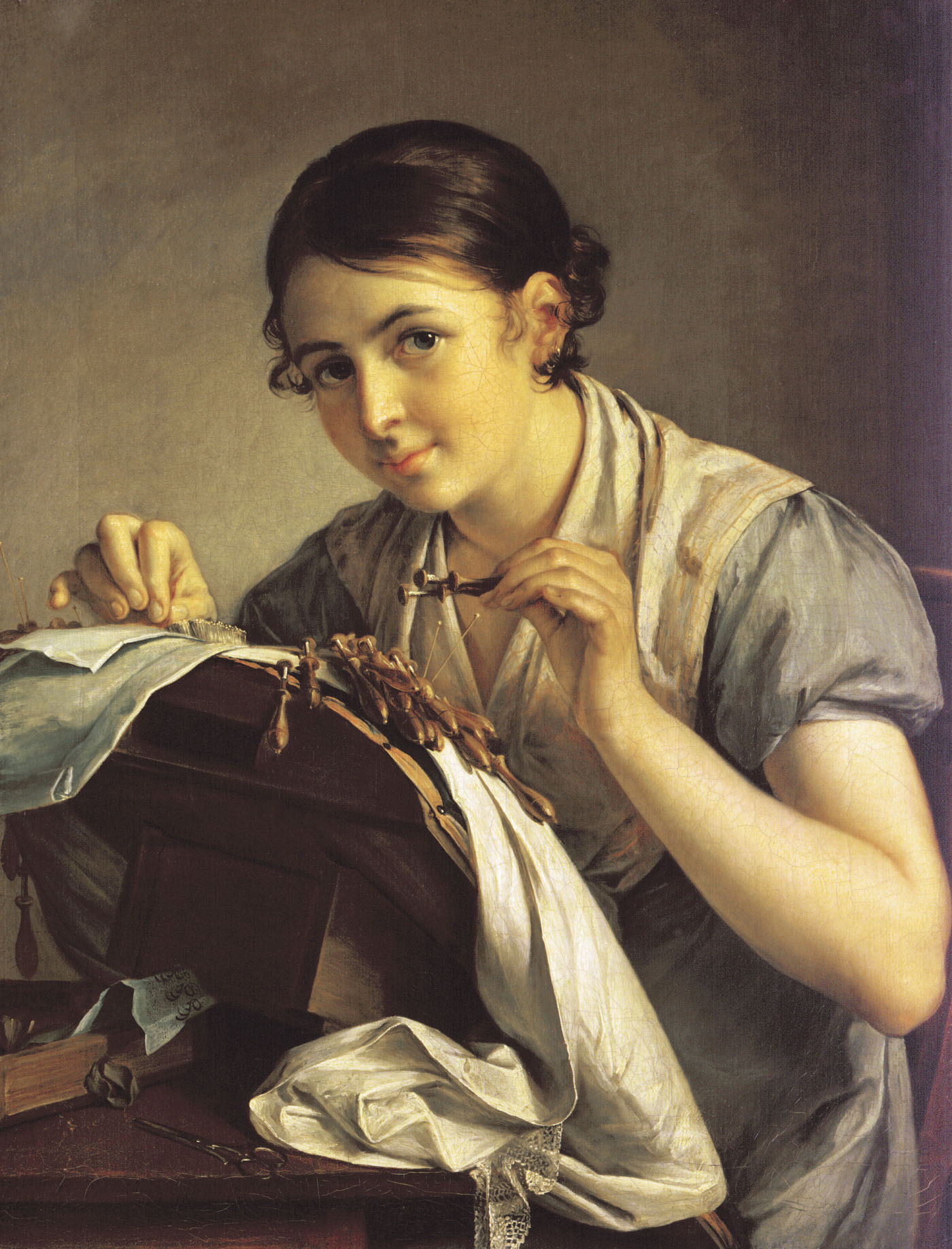
Василий Андреевич Тропинин. Кружевница. 1823
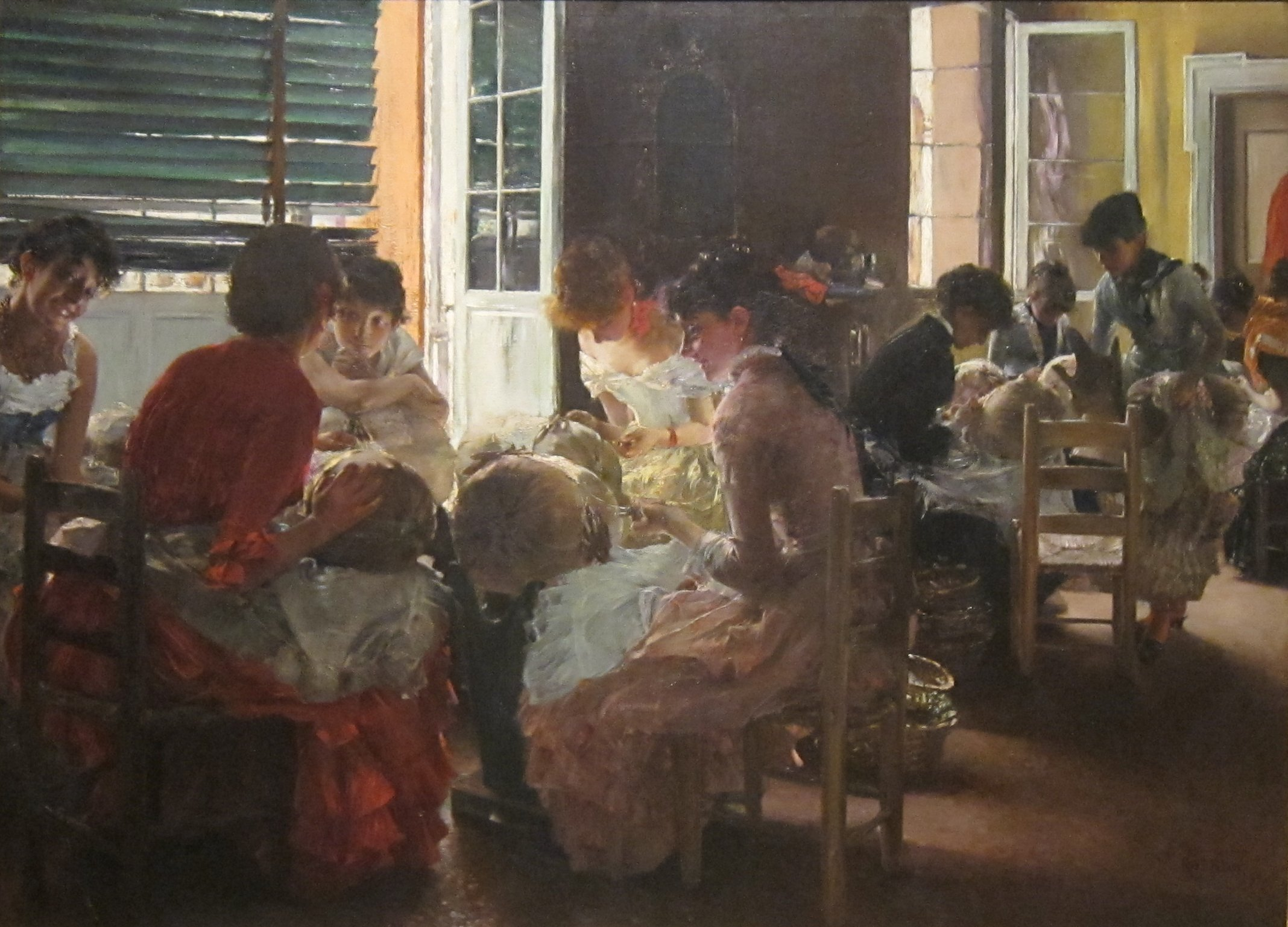
"Венецианские кружевницы" Роберта Фредерика Блюма, Художественный музей Цинциннати. Подушки-валики.
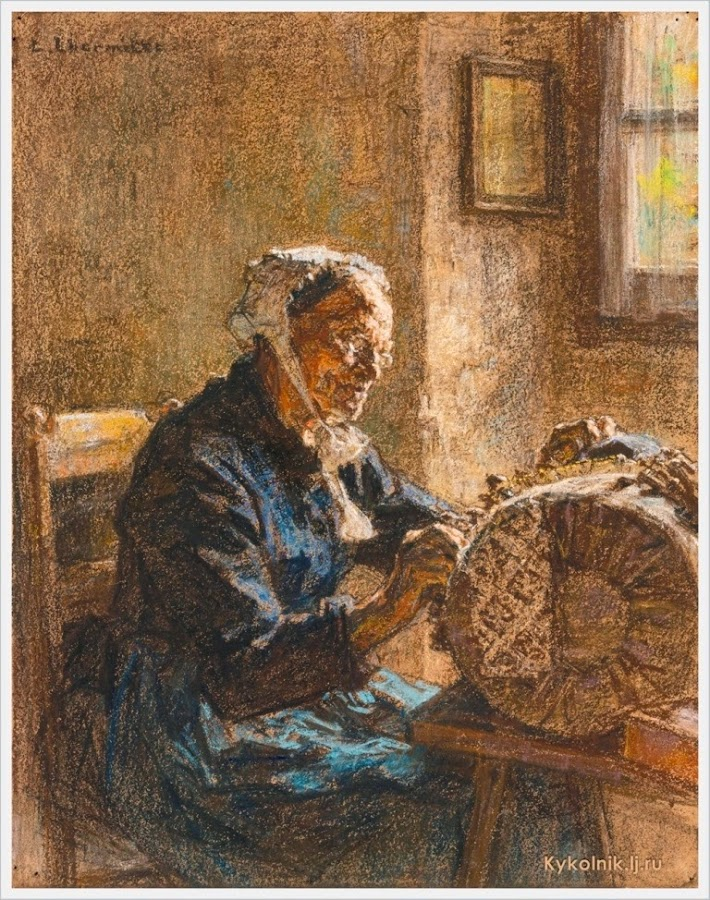
Леон Огюстен Эрмитт (Франция, 1844-1925) «Старая кружевница". Подушка, типичная для Кейраса
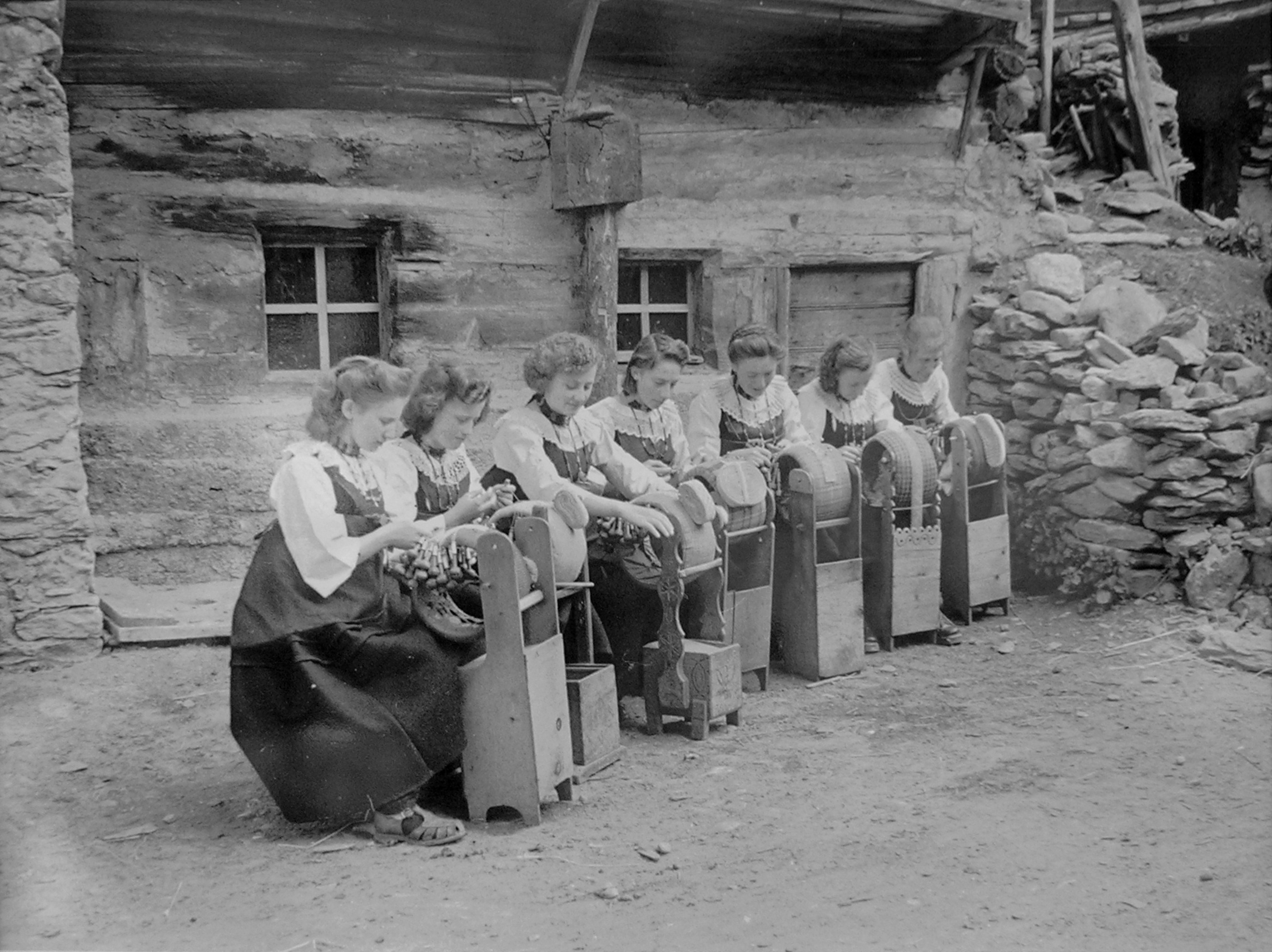
Подушки и подставки Cogne
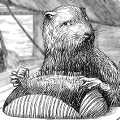
Викторианская куполообразная подушка в «Охоте на Снарка»
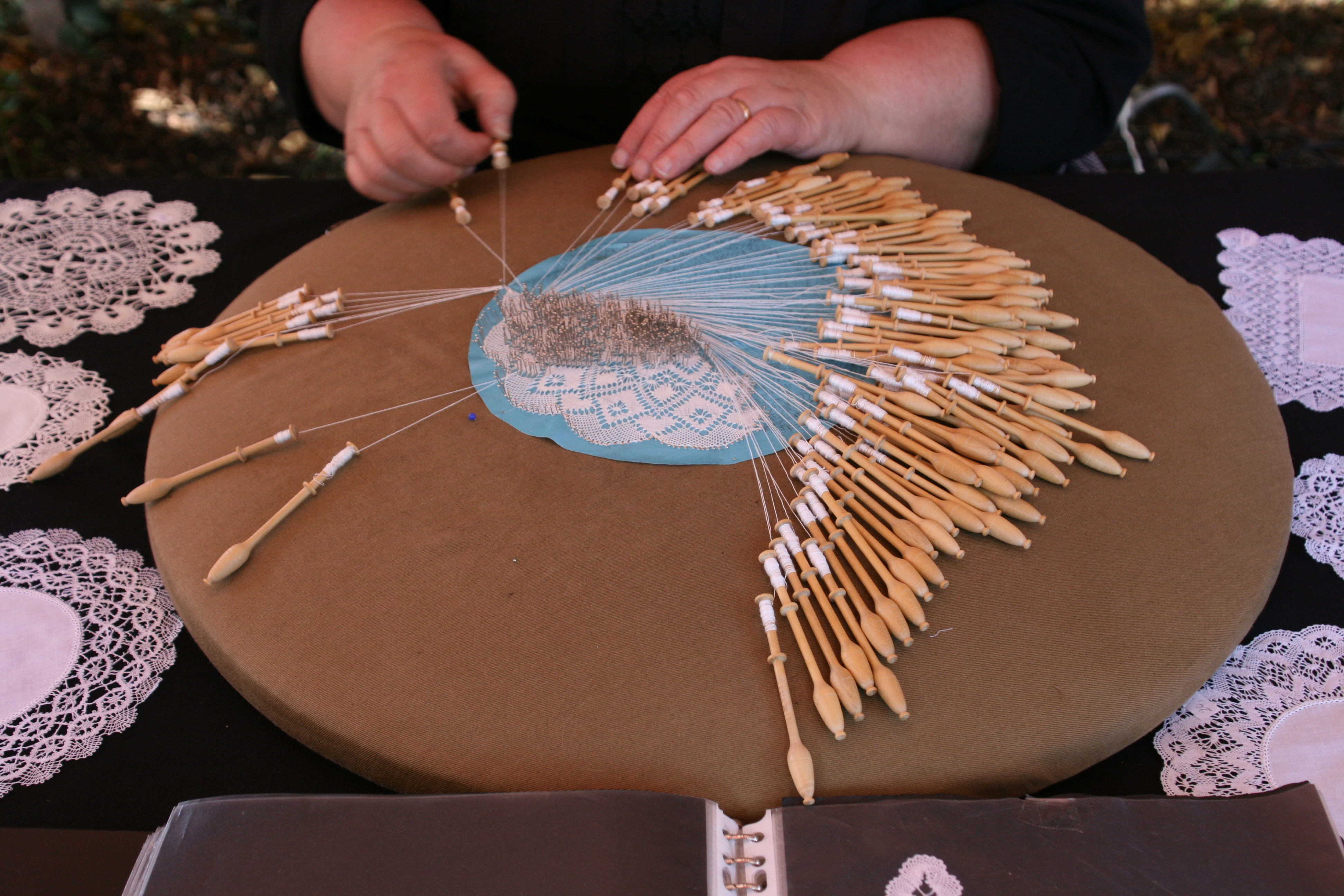
Современная куполообразная подушка или «подушка для печенья».
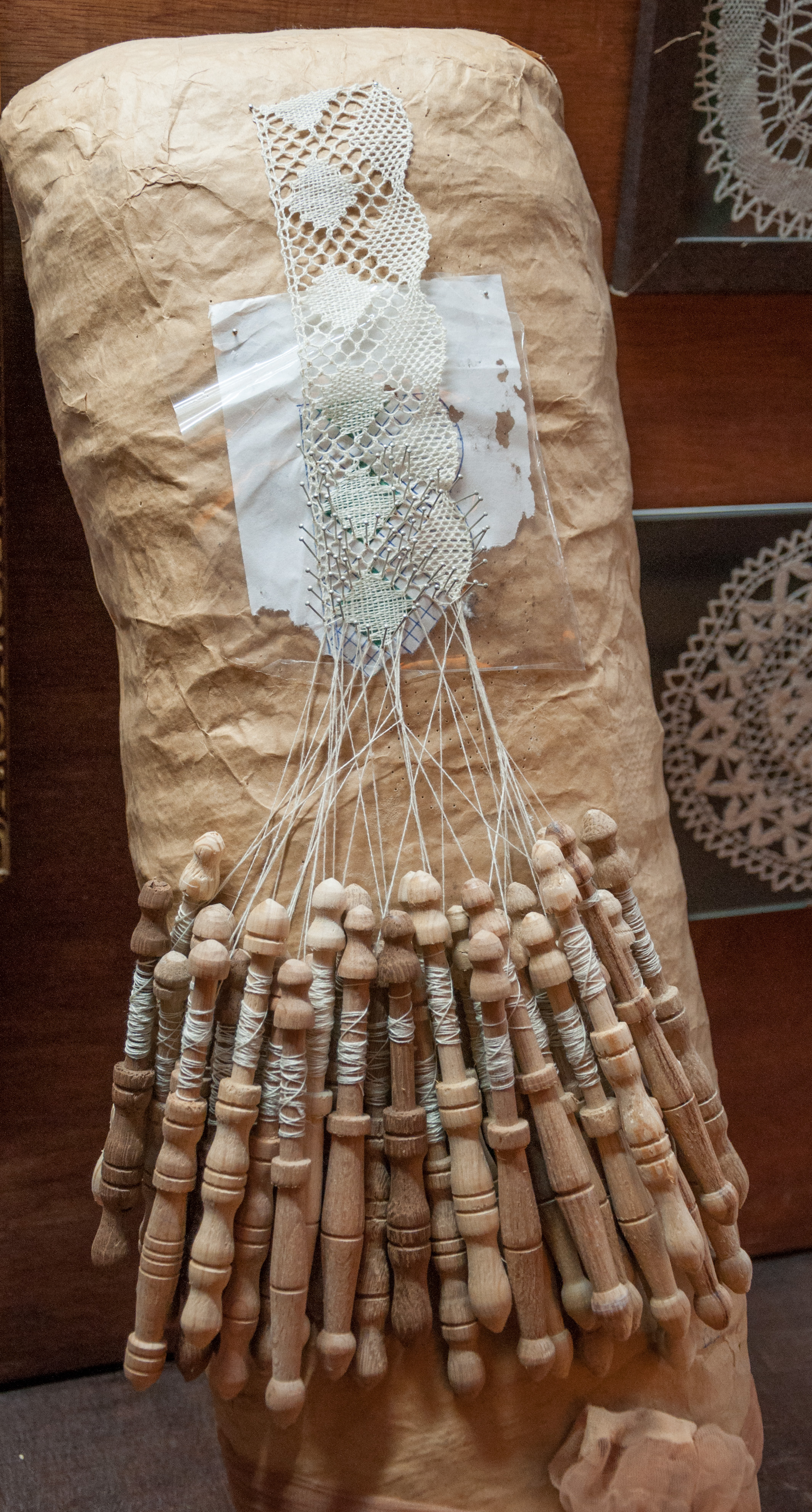
Мальтийский валик
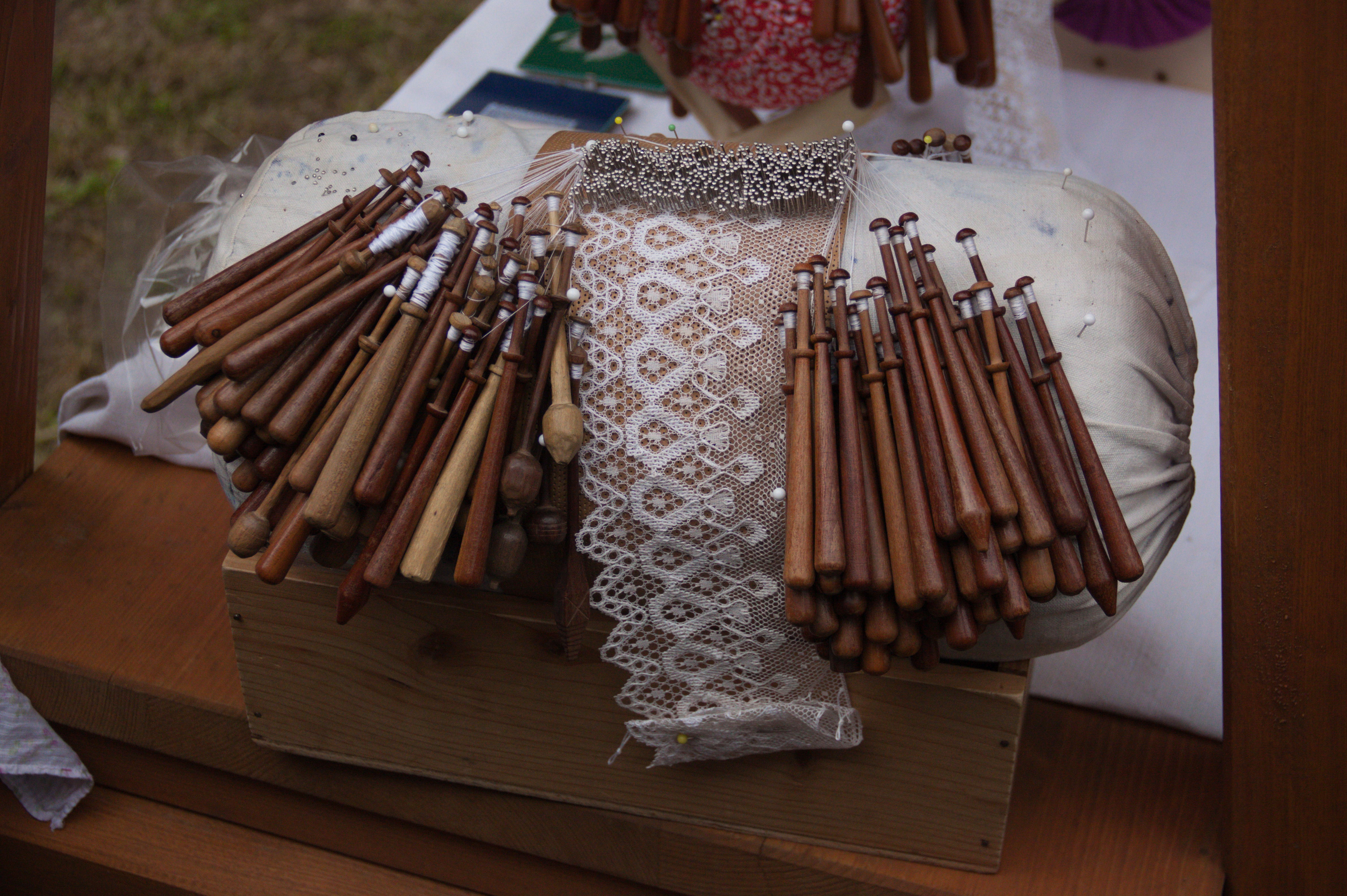
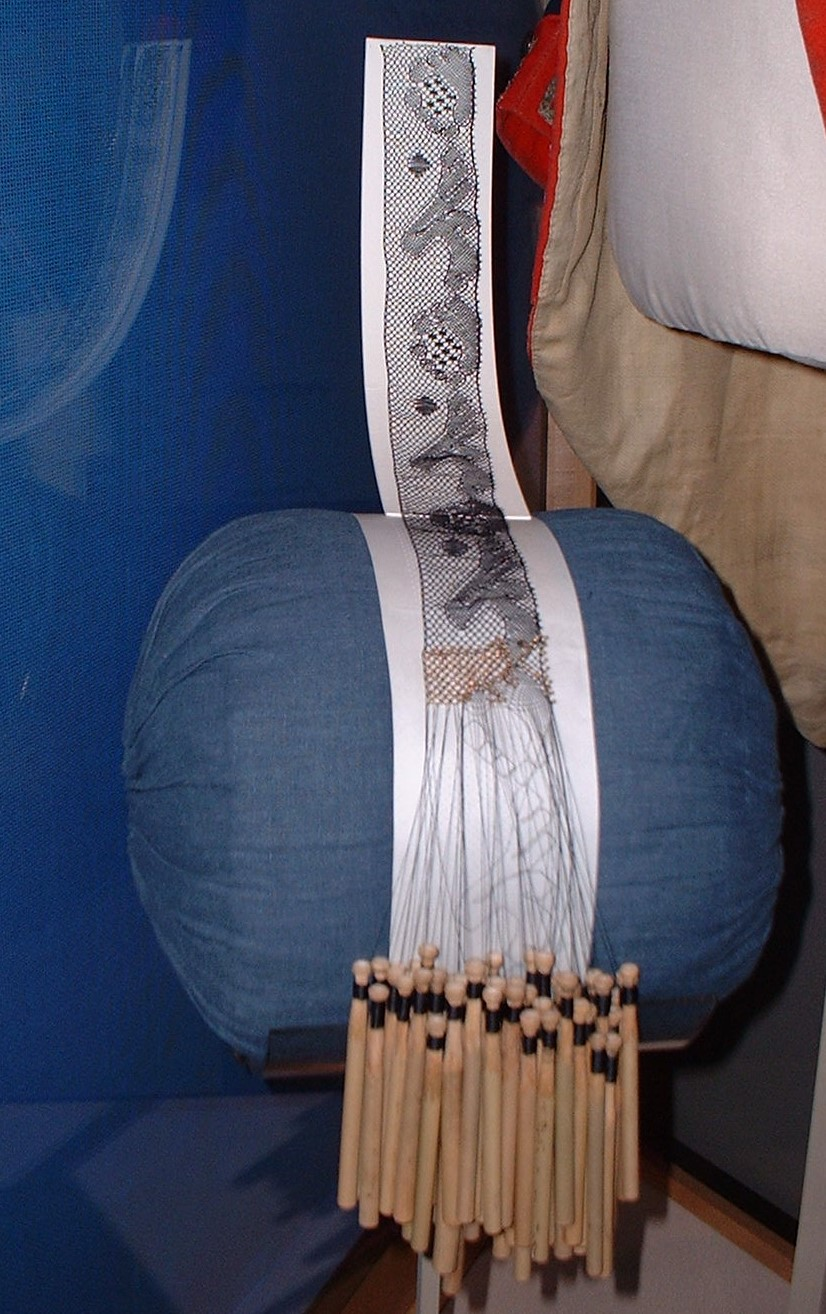
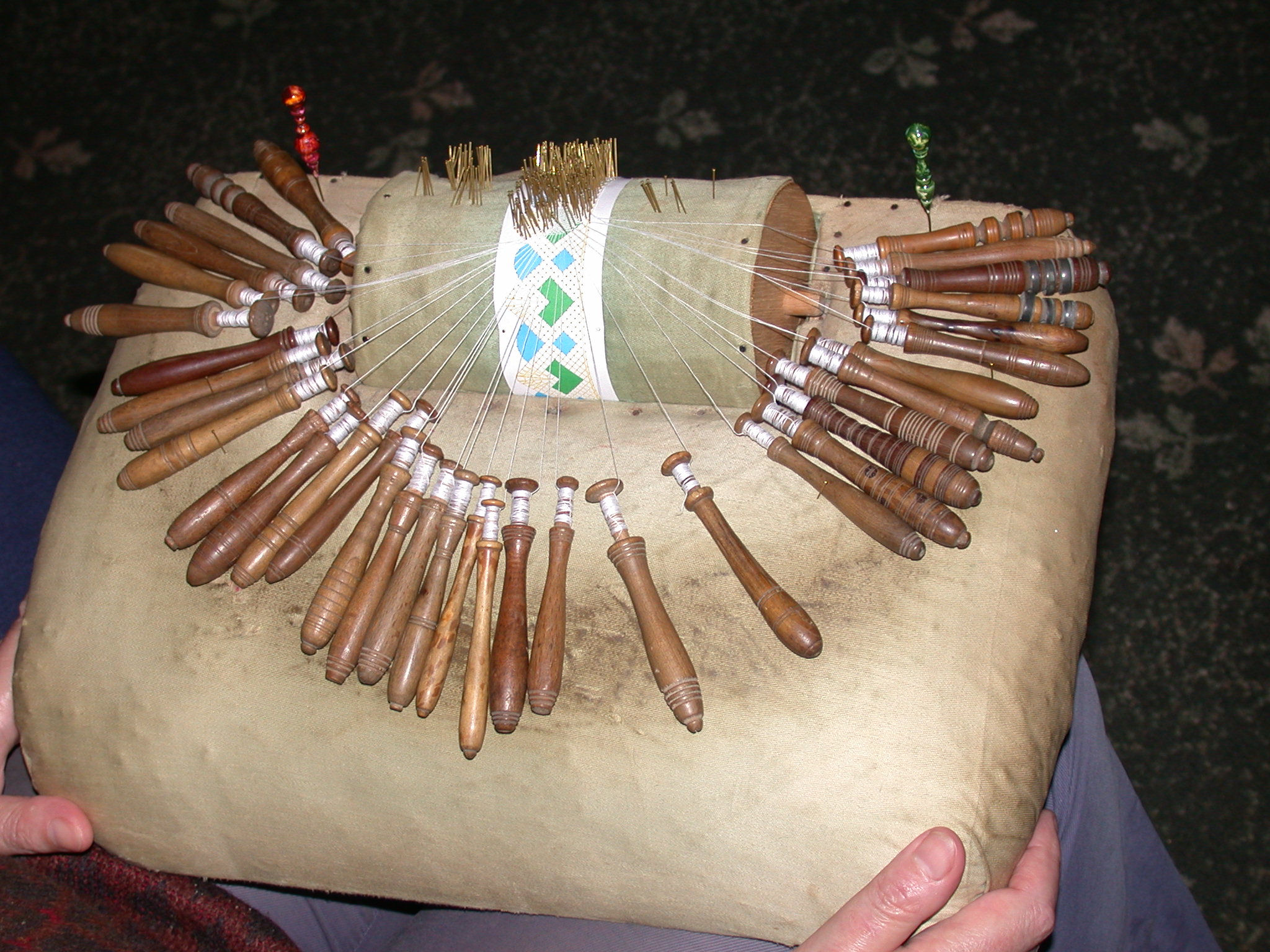
Roller pillow
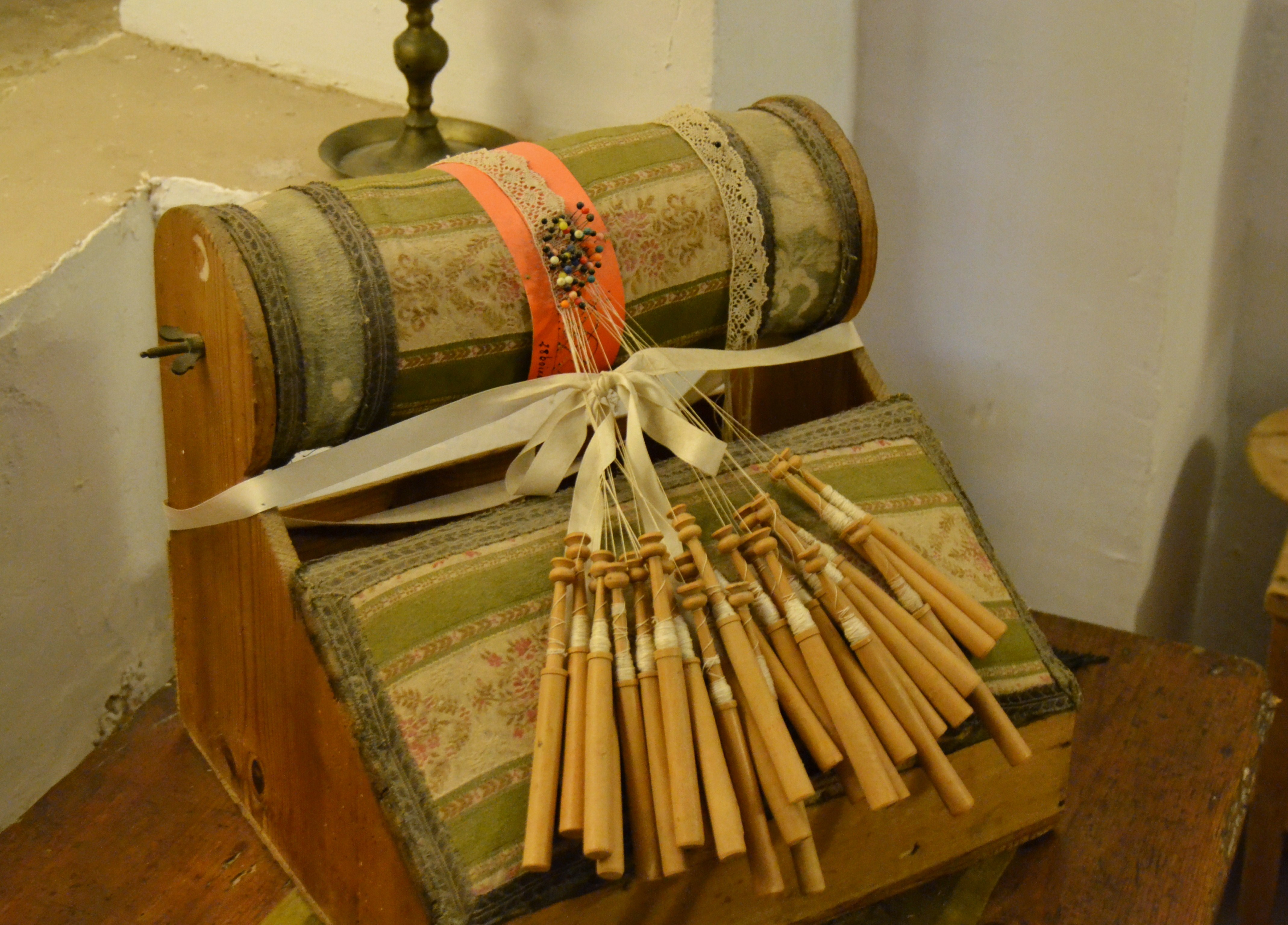
Роликовая подушка
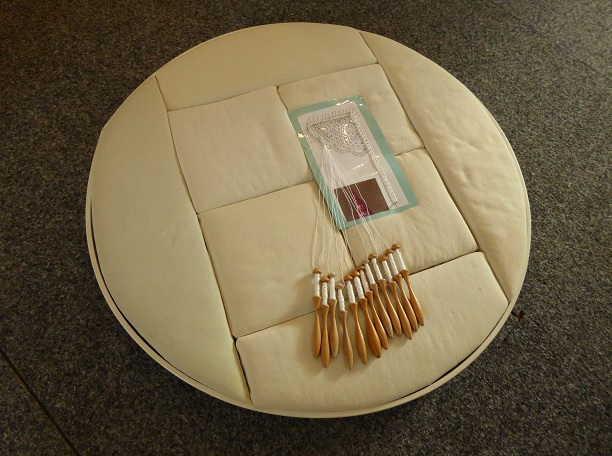
Block pillow
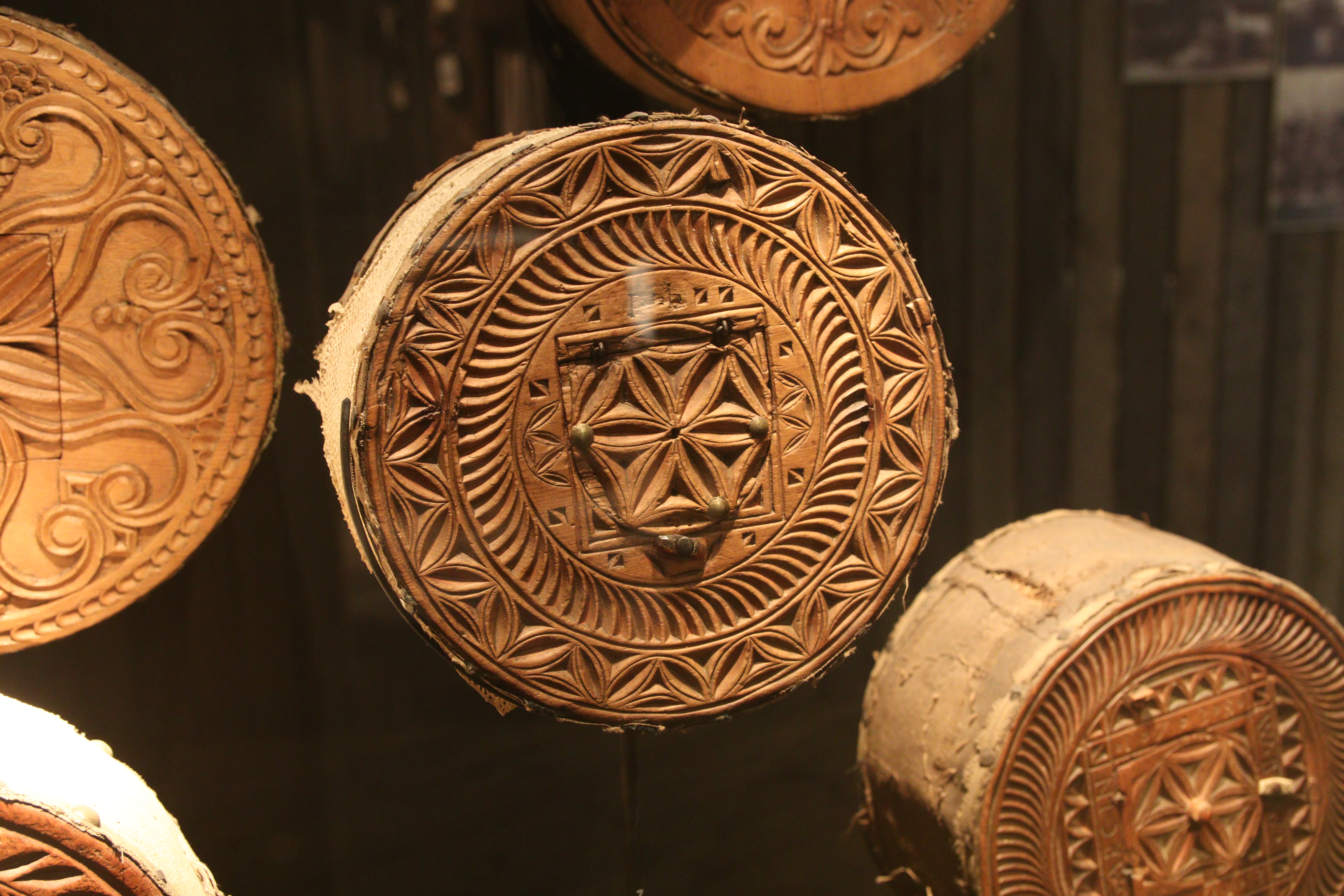
Type of lace loom in use in the Dauphinoise Alps

## Организации мастеров кружеплетения
Кружевоплетение считается во многих странах народным промыслом, техника и материалы которого сильно различаются по всему миру. Большинство кружевниц принадлежали к региональным купеческим гильдиям.
Купеческие гильдии могли быть посвящены одному виду кружева, который был разработан и производился в данном регионе, или могли включать в себя производителей всех видов кружав.
В Соединенных Штатах большинство гильдий организовано в рамках отделений Международной организации кружева, в которую также входят канадские гильдии кружева.
На международном уровне Организация Internationale de la Dentelle au Fuseau et à l’Aiguille (Международная организация коклюшечного и игольного кружева) является основным руководящим и сетевым органом для кружевниц.
OIDFA организует ежегодные глобальные конгрессы, региональные ярмарки и местные собрания, чтобы способствовать популяризировать кружевоплетения.
«Международная ассоциация коклюшечного и игольного кружева» — это общественная организация, объединяющая профессиональных кружевниц, знатоков и любителей кружева со всего мира. В её работе принимают участие представители более чем 30 стран.
Самым крупным мероприятием OIDFA является её конгресс, который проходит раз в два года на территории государств-членах организации. Каждое такое мероприятие собирает более 10 тысяч человек. Делегация российских кружевниц впервые приняла участие в конгрессе в 2010 году.
С 9 по 11 июля 2010 года в городе Кобе, в Японии, состоялся 14-й конгресс Международной организации коклюшечного и игольного кружева (OIDFA), в котором впервые приняла участие делегация Вологодской области.
В 2018 году вологодское кружево из фондов Вологодского государственного музея-заповедника было представлено на последнем конгрессе «Международной организации игольного и коклюшечного кружева» (OIDFA), который состоялся в нидерландском городе Зандам.

## В России
На Руси такие кружева известны с XIII века. Первое упоминание о кружевах датируется 1252 годом. Первые известные русские кружева были сплетены из золотых и серебряных нитей и украшены жемчугом и относились к типу металлических кружев. Это так называемое «золотное» кружево. На нитяную основу накручивали тончайшие металлические нити. Этой нитью, которая называлась «бить», и выплетались яркие затейливые узоры. По плетению это были решетки из «паучков» и насновок. Орнамент таких работ был растительного характера, состоял из тюльпанов и гвоздик или целых ваз с букетами и был очерчен тонкой золотой тесьмой на фоне ажурных решеток.
В XIII веке мастерицы кружевоплетения в России создали самобытное направление, вошедшее в историю культуры под названием «русское кружево».
К началу XIX века сложилось 17 основных центров кружевоплетения. В конце XIX века мастерские Вологодской земской управы открыли кустарный склад в Лондоне. Кружево экспортировалось во многие страны мира, даже в Южную Америку и Японию. Линии орнамента вологодского кружева плавны, текучи, мягко изгибаются.
С XVIII века в кружева стали вводить разноцветную бить и цветные шелковые нити. Русские мастерицы владели парной и численной техниками плетения кружев.
В 2007—2008 гг. в России издается журнал «Коклюшечное кружево» — единственное издание в России, посвященное вопросам теории и истории кружевоплетения, моды, распространяющее узоры (сколки) как современных изделий, так и старинных, относящихся к разряду музейных.
С 2020 в Череповце проходит Всероссийский фестиваль кружевоплетения «Кудесница вилюшка».